# カナダ太平洋鉄道

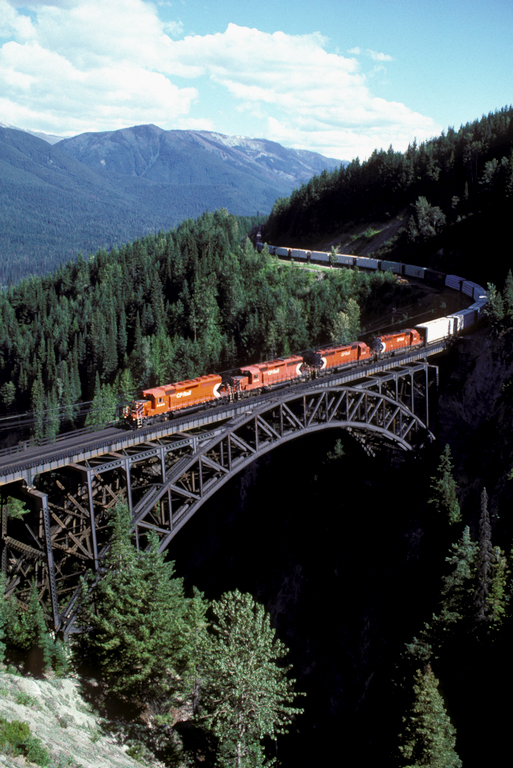
東行きの貨物列車がロジャーズ峠のストーニー・クリーク橋を渡る、デイビッド・スペンサーによる1988年の写真

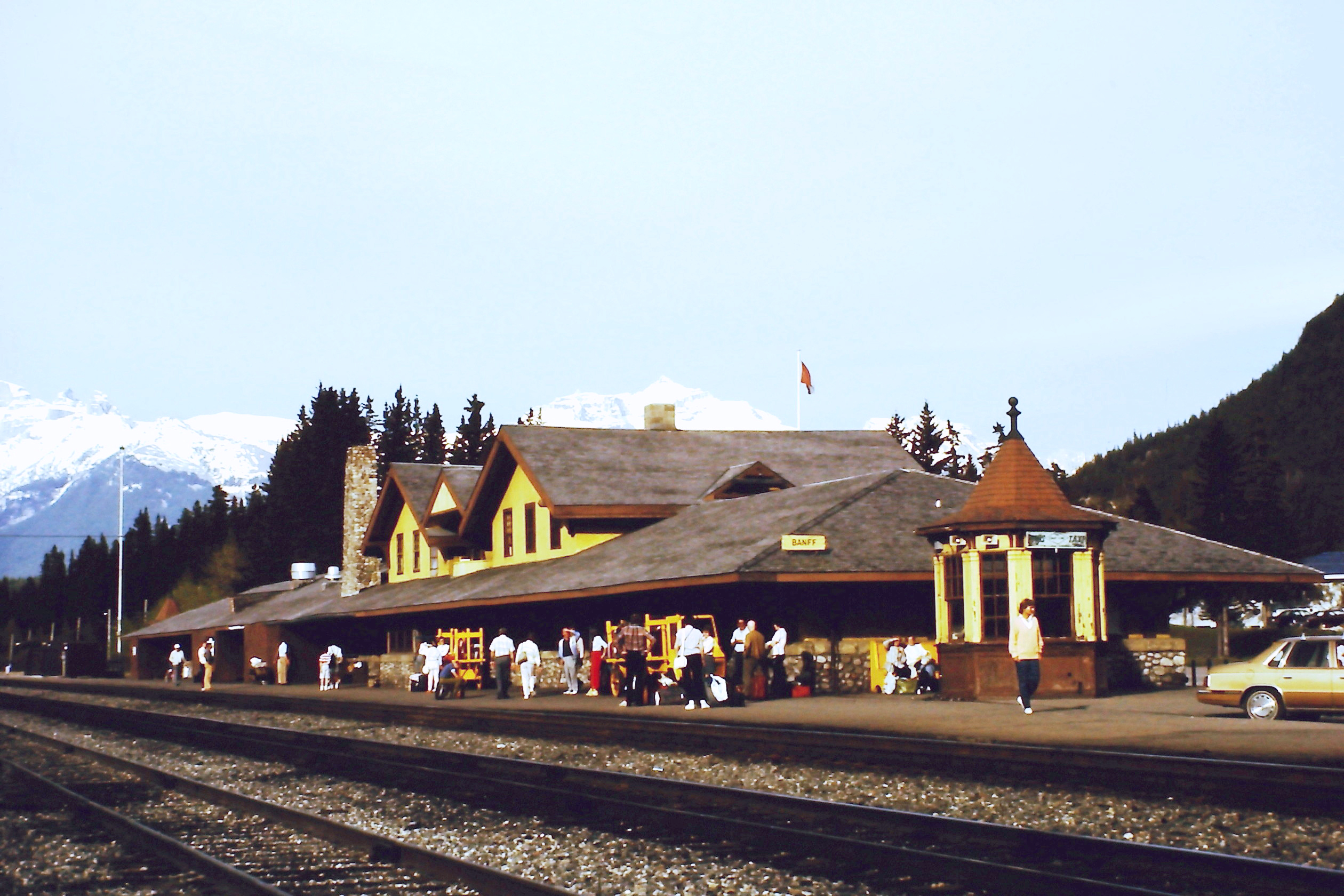
アルバータ州バンフ駅

カナダ太平洋鉄道（カナダたいへいようてつどう、英語: Canadian Pacific Railway、報告記号はCPR）、あるいはカナディアン・パシフィック鉄道は、カナダに存在した貨物鉄道会社（一級鉄道）である。1968年から1996年まではCP鉄道（CP Rail、報告記号はCP）という名前であった。
2001年の企業再編により、カナダ太平洋鉄道社（Canadian Pacific Railway Limited, (TSX: CP、NYSE: CP）の傘下で運営されるようになっている。本社はアルバータ州カルガリーに置かれ、およそ14,000マイル（約22,500キロメートル）におよぶ路線網をカナダ中、そしてアメリカ合衆国内に有し、モントリオールからバンクーバーまで、そして北はエドモントンまで達している。アメリカ合衆国内のいくつかの主要な都市にも達しており、ミネアポリス、ミルウォーキー、デトロイト、シカゴ、ニューヨークなどに路線が伸びている。
トロント証券取引所とニューヨーク証券取引所に上場しており、ティッカーシンボルとしてCPが使われている。

## 概要
1871年にブリティッシュコロンビア州が自治領カナダに加盟した際の州側の要求が、太平洋岸のこの州まで鉄道を延伸することだった。連邦政府は公約を実現するために、それ以前からオタワ峡谷やジョージア湾地域に建設されていたいくつかの路線を結びながら、1881年から1885年にかけて東部カナダとブリティッシュコロンビア州の間に大陸横断鉄道を建設した。西部カナダの開拓のための物資輸送が主であったとはいえ、周辺地域にとって長い間唯一の実用的な長距離旅客輸送手段であった。カナダ太平洋鉄道はカナダで最大かつ最強の国策企業となり、1975年頃までその地位を保持していた。カナダの象徴の1つであり、またよく働く性格が会社の性質を表していると考えられたことから、ビーバーが会社のロゴマークに採用されている。
道路網や航空路線の発展を受けて、1978年からVIA鉄道に旅客輸送の引き継ぎが行われ、1986年に主な旅客輸送は廃止となった。2009年にアメリカ合衆国のダコタ・ミネソタ・アンド・イースタン鉄道、アイオワ・シカゴ・アンド・イースタン鉄道の2社を買収した。このうち後者の路線はある時期にはカナダ太平洋鉄道の子会社スー・ライン鉄道およびその前身のミルウォーキー鉄道の路線であったことがあった。これら2社の路線網により、ノースダコタ州、サウスダコタ州、ミネソタ州、ウィスコンシン州、ネブラスカ州、アイオワ州に路線が伸び、さらに短い路線でミズーリ州カンザスシティおよびイリノイ州シカゴにもつながり、また当局からワイオミング州のパウダー川盆地への路線を建設する許可を得ている。

## 歴史
カナダ太平洋鉄道の創設は、もともといくつかの理由の組み合わせにより、保守党政権のジョン・A・マクドナルド首相によって取り組まれたものであった。ブリティッシュコロンビアは、自治領カナダに加盟する条件として東部と結ぶ交通機関を要求した（当初は馬車の通る道路を求めていた）。しかし政府は、1871年7月20日から起算して10年以内に、太平洋沿岸部と東部諸州を結ぶ鉄道を建設するという提案を行った。マクドナルドは、大陸全体にまたがるカナダを単一の国家として成立させるためには、鉄道の建設が不可欠なものであるとみなしていた。さらにケベック州やオンタリオ州の製造業は、カナダ西部の原材料や市場へのアクセスを必要としていた。

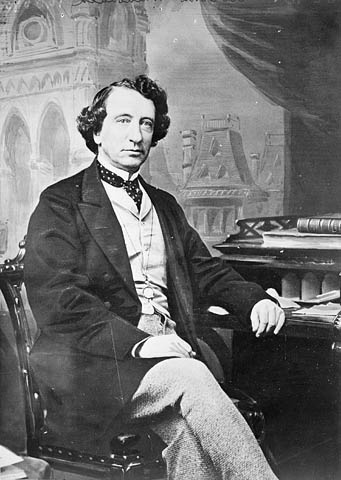
ジョン・A・マクドナルド

その建設に対する最初の障害は、政治的なものであった。鉄道を建設する合理的な経路は、アメリカ合衆国中西部、そしてシカゴを通るものであった。これに加えて、カナディアン・ロッキーを横断する鉄道建設の難しさがあり、完全にカナダ領内を通る経路では不毛なカナダ楯状地やオンタリオ北部の湿地など険しい土地を約1,600キロメートルに渡って通過する必要があった。この経路での建設を確実にするために、政府は西部における膨大な土地供与を含め、莫大な褒賞を提示した。
1873年にマクドナルド首相と他の高位の政治家たちは、賄賂を受けて（パシフィック・スキャンダル）、アメリカのノーザン・パシフィック鉄道とつながりがあると見られていたデービッド・マクファーソンのインターオーシャン鉄道会社 (Inter-Ocean Railway Company) ではなく、ヒュー・アランのカナダ・パシフィック鉄道会社（Canada Pacific Railway Company、現在のカナダ太平洋鉄道とは関係がない）に対して政府の契約を与えた。新しく就任した、カナダ自由党のアレキサンダー・マッケンジー首相は、サンドフォード・フレミング率いる公共事業省の監督下で、公共事業としてこの鉄道の各区間を建設するように命じた。建設の初期にはこの未踏の大地にいくつもの経路で測量が行われ、続けて決定された経路に沿って電信線が建設された。スペリオル湖からウィニペグまでのサンダーベイ区間は1875年に着工された。1880年までに、主に厄介なカナダ楯状地の区間におよそ700マイル（1,120キロメートル）の線路がほぼ完成していたが、このうち300マイル（480キロメートル）の区間のみ列車が運行されていた。

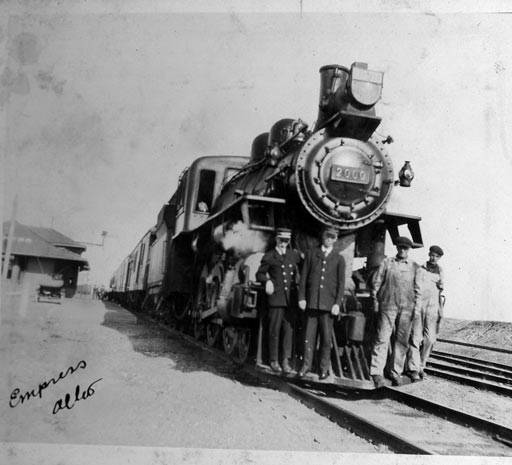
カナダ太平洋鉄道の機関車と従業員

1878年10月16日にマクドナルドが政権に返り咲くと、さらに積極的な建設方針が採用された。マクドナルドは、ポートムーディが大陸横断鉄道の終点となると確約し、ポートムーディとカムループスの間では、フレーザー川とトンプソン川に沿って鉄道を建設すると表明した。1879年に連邦政府はロンドンで債券を発行し、ブリティッシュコロンビア州のイェールからカムループス湖に面したサヴォナズフェリーまでの206キロメートルの区間の鉄道建設を入札にかけた。アンドリュー・オンダードンクがこの契約を勝ち取り、1880年5月15日に着工した。この区間の完成後、オンダードンクはイェールとポートムーディの間、そしてサヴォナズフェリーとイーグル峠までの区間の発注も受けた。
1880年10月21日、ヒュー・アランとは無関係の新しい業者がマクドナルド政権と契約を結び、フレミングは解任された。彼らは、政府からの2500万ドル（現代の6億2500万カナダドルに相当する）の信用供与と2500万エーカー（10万平方キロメートル）の土地供与と引き換えに鉄道を建設することで合意した。政府はこの新しい会社に、政府所有下ですでに建設された鉄道の区間も移管したが、これらの区間にはすでに少なくとも2500万ドルが費やされていた。しかしロッキー山脈の区間の推定建設費だけでも6000万ドルを超えていた。政府は測量費用も負担した上で、会社の資産税支払いを20年間免除した。このモントリオールを本社とする会社は公式には5人の代表者で構成されていた。ジョージ・スティーブン、ジェームズ・ジェローム・ヒル、ダンカン・マッキンタイヤ、リチャード・アンガス、ジョン・スチュワート・ケネディである。ドナルド・スミスとノーマン・キットソンの2人は非公式かつ暗黙の協力者であるが、重要な経済的利害を有していた。1881年2月15日にこの契約を承認する法律が国王勅許を得て、翌日カナダ太平洋鉄道会社が公式に設立された。提案されていた事業に対して政府はあまりに大きな補助を与えたと非難する者もいるが、これは不確実な事業を行うリスクと事業を後戻りさせない保証を内包するためであった。また、鉄道路線を私的事業で行うのであればもっと後に建設するのが最適であるのに、予想される輸送需要が運行費用を回収できないような直近に建設する必要があることを補償するためにも、巨大な補助が必要であった。

### 1881年から1885年にかけての鉄道建設

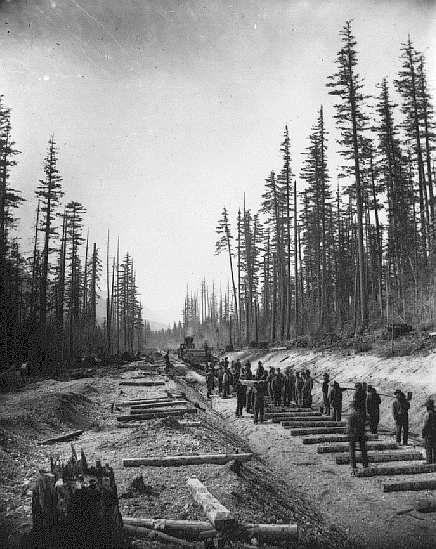
下フレイザー峡谷に線路を敷設するカナダ太平洋鉄道の従業員、1881年

カナダ太平洋鉄道は西への延長工事を、以前はカランダー・ステーションと呼ばれていた、オンタリオ州ボンフィールドから開始し、ここで設置された枕木に最初の犬釘が打ち込まれた。ボンフィールドは、カナダ太平洋鉄道の最初の犬釘が打たれた地点として、2002年にカナダ鉄道殿堂に認定された。この地点は、カナダ・セントラル鉄道の建設が終わった場所であった。カナダ・セントラル鉄道はダンカン・マッキンタイヤの所有で、この会社をカナダ太平洋鉄道に合併させ、新しく設立されたカナダ太平洋鉄道の経営陣の1人となった。カナダ・セントラル鉄道はブロックビルから建設を開始してペンブロークへ線路を伸ばした。そこからオタワ川に沿って西へ線路を伸ばし、コブデン、ドゥ＝リヴィエールといった場所を通り、マタワ川とオタワ川の合流するマタワへ到達した。そこから山野を横断してボンフィールドへと到達した。マッキンタイヤとその契約者であるジェームズ・ワーシントンがカナダ太平洋鉄道の延長を主導した。彼は1年ほどカナダ太平洋鉄道で働いたが、その後会社を離れた。マッキンタイヤは、後にノースベイとなる街を起こしたジョン・ファーガソンのおじであり、ファーガソンは後にこの町でもっとも豊かな住民となり、4期続けて市長を務めることになった。

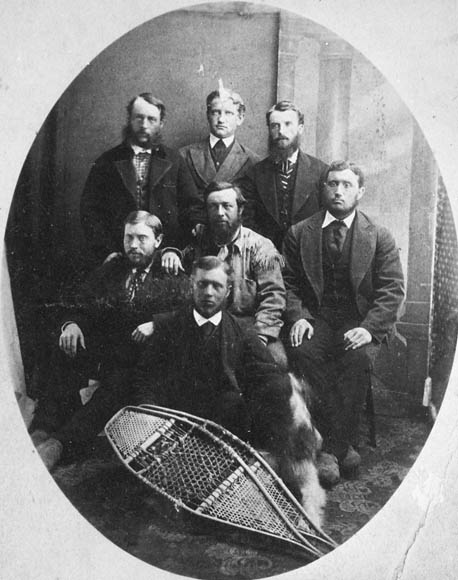
カナダ太平洋鉄道の測量隊、1872年

カナダ太平洋鉄道は、10年に渡る調査の末にサンドフォード・フレミングが提案した、ノースサスカチュワン川の峡谷の肥沃な一帯を通りロッキー山脈をイエローヘッド峠で越える経路を採ると考えられていた。しかしカナダ太平洋鉄道はこの計画をすぐに破棄し、もっと南の不毛なサスカチュワン州のパリサーズ・トライアングルを通り、キッキングホース峠を越えてフィールドヒルをロッキー山脈峡谷へと下っていく経路を選んだ。この経路はより直線的でアメリカとの国境に近く、アメリカ側の鉄道がカナダの輸送市場を侵害してくるのを防ぎやすかった。しかし、この経路には欠点もいくつかあった。
この結果、ブリティッシュコロンビア州においてセルカーク山脈を横断する経路を見出さなければならなくなったが、この時点ではそうした経路が本当に存在しているかどうかも知られていなかった。この経路探索の仕事は、アルバート・ロジャーズ大佐として知られる測量士に割り当てられた。カナダ太平洋鉄道は彼に報酬として5,000ドルの小切手と、発見した峠を彼にちなんで名付けることを約束した。彼は自分の名を不滅のものとするべく、経路の発見に強迫観念を感じるようになった。1881年4月に峠を発見し、前言通りカナダ太平洋鉄道はここをロジャーズ峠と命名し、彼に小切手を与えた。しかし彼は当初、小切手の現金化をせず、自分はこの仕事を金のためにしたわけではないと言って、小切手を額に入れて飾っていた。後に記念に名前を彫った腕時計をもらえるという約束を受けて、この小切手を現金化することになった。
もう1つの障害であったのが、提案された経路はアルバータ州において、ファースト・ネーション（先住民）であるブラックフット族の支配する土地を通過しなければならないということである。この問題は、宣教師のアルバート・ラコームがブラックフット族の族長クロウフットを、鉄道の建設は避けられないと説得したことで克服された。鉄道建設に同意した見返りとして、クロウフットは生涯カナダ太平洋鉄道に乗車できるパスを与えられた。この経路を選んださらなる結果としては、フレミングが提案した経路と異なり、鉄道の沿線はあまりに不毛で農業はとても成功しそうにないということが証明されたということであった。カナダ太平洋鉄道は、たまたまとても雨が多い時期にこのプレーリーを横断し、この地方はとても肥沃であると報告した、博物学者のジョン・マカウンをあまりに信頼しすぎていたのかもしれなかった。
この経路の最大の欠点は、アルバータ州とブリティッシュコロンビア州の州境であり、大陸の分水界でもあるキッキングホース峠であった。峠の頂点の標高1,625メートルの地点から西へ最初の6キロメートルで、キッキングホース川は350メートルも標高を下げる。資金の乏しいカナダ太平洋鉄道は1884年に峠に到達すると、この急勾配に際して45パーミルという非常に勾配のきつい線路を7キロメートルに渡って建設しなければならなかった。これは当時の鉄道で推奨されていた最大勾配の4倍もきつい勾配であり、現代の鉄道であっても20パーミルを超えることは滅多にない。しかしこの経路は、イエローヘッド峠経由よりも直線的であり、旅客列車も貨物列車も所要時間を数時間短縮できるものであった。ここがビッグヒルと呼ばれる区間であった。安全のための分岐器が何か所かに設置され、峠を下る列車の速度制限は10 km/hとされ、特別な機関車が使用された。こうした手段を講じたにもかかわらず、工事請負業者が所有していた最初にこの区間を通過した機関車を含め、この勾配を下る列車で何件かの重大な暴走事故が起きた。カナダ太平洋鉄道の当局者は、これは一時的な急場しのぎであるとしていたが、この状態は20世紀初頭にスパイラルトンネルが完成するまで25年にわたって続いた。

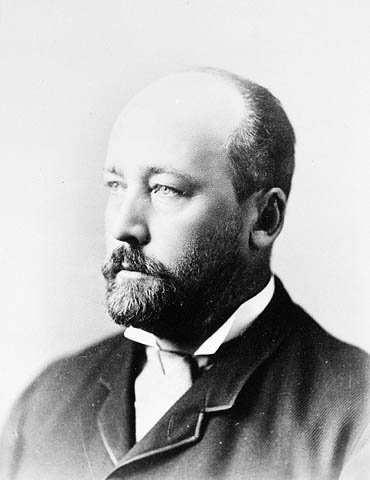
ウィリアム・ヴァン・ホーン

1881年の時点では建設の進捗はあまりに遅いペースであり、このため経営陣は1882年に、高い給料とこうした難しい鉄道プロジェクトに取り組む挑戦という誘因を提示して、有名な鉄道経営者のウィリアム・ヴァン・ホーンを雇うことにした。ヴァン・ホーンは、1882年中には本線を800キロメートルに渡って建設するだろうと述べた。洪水のために建設開始が遅れたものの、実際に672キロメートルの本線に加えて、数多くの側線や支線が実際にその年に建設された。フォートウィリアムから西へのサンダーベイ支線が政府の鉄道・運河省により1882年6月に完成し、1883年5月に会社に引き渡され、これによりカナダの歴史上初めてカナダ領内のみの湖と鉄道を乗り継いで東部カナダからウィニペグまで行けるようになった。1883年末には、カナダ太平洋鉄道はロッキー山脈へ到達し、キッキングホース峠の8キロメートル東までたどりついた。1884年と1885年の建設は、ブリティッシュコロンビア州内の山岳地帯とスペリオル湖の北岸に費やされた。

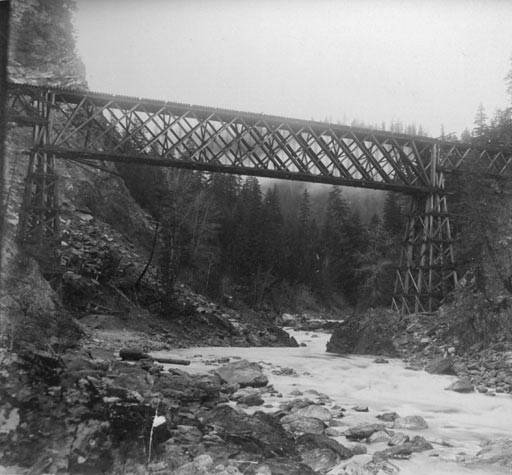
カナダ太平洋鉄道のトレッスル橋

何千人ものナヴィ（土木工事に携わる作業員）たちが鉄道建設で働いた。ブリティッシュコロンビア州では、政府の契約業者が苦力（クーリー）と呼ばれる中国からの労働者を雇った。ナヴィは1日当たり1ドルから2ドル50セント程度の給与を受け取っていたが、食事・衣服・勤務地までの移動費用・通信・医療などの費用は自己負担であった。2か月に及ぶ厳しい労働を経ても、実際には16ドル程度にしかならなかった。ブリティッシュコロンビア州の中国人労働者は1日当たり75セントから1ドル25セント程度しか受け取らず、支出は別途負担しなければならなかったが、残りのものはほとんど郷里に送金するために残していた。彼らは岩盤を通してトンネルを建設するために爆発物を扱うなど、もっとも危険な種類の建設作業に従事していた。建設作業で亡くなった人の遺族には一切の補償がないばかりか、死亡通知すら送られないこともあった。中国人と契約を結んだ業者は自身の責任として中国への帰還を約束していたにもかかわらず、建設作業を生き延びた中には中国に帰るのに必要な金を持っていない者も多かった。多くの者たちは人里をかけ離れた土地で、しばしば貧困のうちに年月を過ごさなければならなかった。中国人たちはとてもよく働き、鉄道の西側の区間を建設するのに重要な役割を果たし、わずか12歳の少年すら給仕として働いていた。2006年にカナダ政府は、中国系カナダ人たちに対して、カナダ太平洋鉄道の建設中および建設後の中国人に対する扱いを公式に謝罪した。
1883年には鉄道の建設は急速に進んでいたが、カナダ太平洋鉄道は資金を使い果たしてしまう危機にあった。これに対して政府は1884年1月31日に鉄道救済法を成立させ、カナダ太平洋鉄道にさらに2250万ドルを融資した。この法律は1884年3月6日に国王裁可を得た。

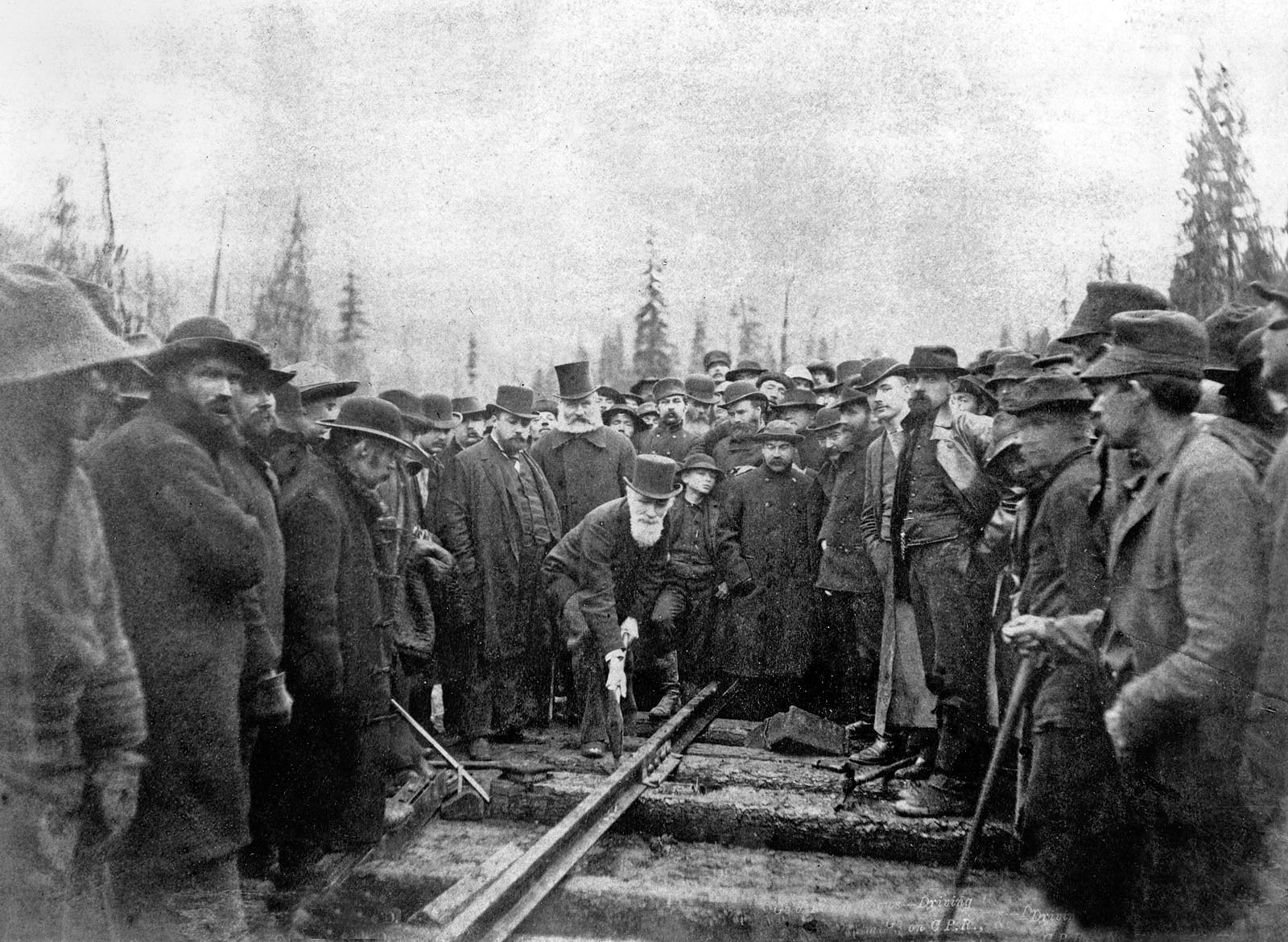
後にストラスコーナ男爵となるドナルド・スミスが1885年11月7日にクラゲラチーにおいてカナダ太平洋鉄道の最後の犬釘を打ち込んだ。大陸横断鉄道の完成が、ブリティッシュコロンビア州の連邦加盟の条件であった

1885年3月に、ノースウェスト準州のサスカチュワン地区（現在のサスカチュワン州）においてノースウェストの反乱が勃発した。当時オタワにいたヴァン・ホーンは、カナダ太平洋鉄道はサスカチュワン州のカペルまで10日で兵員を輸送できると政府に提案した。線路の一部の区間は未完成であり、あるいはそれ以前に使われたことがなかったが、ウィニペグまでの輸送は9日で完了し、反乱は速やかに鎮圧された。おそらく、政府がこの輸送の恩を受けたためもあって、結果的にカナダ太平洋鉄道の負債を組み直して、さらに500万ドルの融資を行った。この資金はカナダ太平洋鉄道にとってどうしても必要とされているものであった。しかし、この政府の融資はのちに議論を招くことになる。ヴァン・ホーンによるカペルまでの兵員輸送の貢献にもかかわらず、政府はカナダ太平洋鉄道への支援を与えるのをまだ遅らせていた。これはジョン・マクドナルドがジョージ・スティーブンに対して更なる利益を供与するように圧力をかけていたためであった。ステーブン自身は後に、1881年から1886年までの間に政府からの支援を獲得するために100万ドルを使ったことを認めている。この資金はマクドナルド夫人に40,000ポンドのネックレスを贈るためなど、政府高官への多くの贈与のために使われた。
1885年11月7日に、当初の約束を達成して、ブリティッシュコロンビア州クラゲラチーにおいて最後の犬釘が打ち込まれた。それより4日前に、スペリオル湖の区間の最後の犬釘がジャックフィッシュのすぐ西側で打ち込まれた。鉄道は、当初の期限の1881年に4年遅れて完成したが、しかし1881年にマクドナルドが再設定した新しい1891年の期限よりは5年早く完成した。遅延やスキャンダルに見舞われたとはいえ、人口が少なく資本が乏しく険しい地形を抱えた国で、こうした大規模プロジェクトを成功裏に完成させたのは、印象的な技術の業績と政治的な意思によるものであった。この当時としては最大規模の鉄道であった。五大湖地帯の建設だけで12,000人の労働者と5,000頭の馬が使われた。
一方で東部カナダでは、カナダ太平洋鉄道はケベック・シティーからオンタリオ州セントトーマスまで到達する路線網を1885年までに完成させており、またターミナル間を結ぶために五大湖に船を就航させていた。カナダ太平洋鉄道は関連するオンタリオ・アンド・ケベック鉄道を通じていくつかの鉄道を買収または長期借り受けを行った。オンタリオ・アンド・ケベック鉄道はこれらの取得路線と連絡するため、オンタリオ州パースからトロントまでの路線を1884年5月5日に開通させた。カナダ太平洋鉄道は1884年1月4日にオンタリオ・アンド・ケベック鉄道を999年間借り受けた。1895年にはトロント・ハミルトン・アンド・バッファロー鉄道の少数株を買い取り、ニューヨークやアメリカ合衆国北東部へと通じるようになった。

### 1886年から1900年
カナダ太平洋鉄道の最後の犬釘は、重役の1人であるドナルド・スミスによって1885年11月7日に打ち込まれたが、経費節減のために鉄道建設に際して多くの手っ取り早い手段が採用されたことから、定期的な大陸横断列車の運行を開始するには、線路の改良が完了するまでさらに7か月を待つ必要があった（これは部分的には山岳地帯における積雪があり、スノーシェッドが不足していて路線を開通させられなかったということがある）。しかしこうした手っ取り早い手段を使っていなければ、鉄道が完成しないうちにカナダ太平洋鉄道が経営破綻してしまうということもあり得たことであった。
最初の大陸横断旅客列車は、モントリオールのベリー通りとノートルダム通りにあるダルハウジー駅を1886年6月28日20時に出発し、ポートムーディには1886年7月4日の正午に到着した。この列車は2両の荷物車、1両の郵便車、1両の二等座席車、2両の移民用寝台車、2両の一等座席車、2両の寝台車と1両の食堂車が連結されていた（食堂車は夜間は切り離されており、朝に別の食堂車をまた連結したため、行程を通じて数両の食堂車が使用された）。

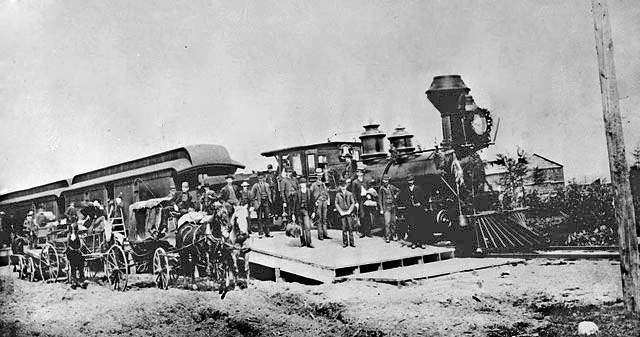
最初の大陸横断列車がオンタリオ州ポートアーサーに1886年6月30日に到着した

しかしこの時点までに、カナダ太平洋鉄道は西側の終点をポートムーディからグランヴィルに移転させることを決めており、この年の後半にこのグランヴィルがバンクーバーへと改名された。最初にバンクーバー行として公式に運転された列車は1887年5月23日に到着したが、これ以前に非公式に3か月ほど列車が運転されていた。カナダ太平洋鉄道はすぐに利益を生み出せるようになり、政府からの融資は期限よりも早く償還された。1888年に、カナダ太平洋鉄道が自身の運営する汽船やアメリカの鉄道網と接続するスーセントマリーまで、サドバリーからの支線が開通した。同年、オンタリオ州ロンドンからアメリカとの国境にあるウィンザーまでの路線に着工し、1890年6月12日に開通した。
カナダ太平洋鉄道はまた、1891年から991年間にわたってニューブランズウィック鉄道を借り受け、モントリオールとセントジョンを結ぶインターナショナル・レールウェイ・オブ・メインを1889年に建設した。大西洋に面したセントジョンまで連絡したことで、カナダ太平洋鉄道はカナダで最初に「真の」大陸横断鉄道となり、セントローレンス湾の海氷がモントリオール港を冬期間閉ざしていても、1年を通して両大洋間の貨物や旅客を輸送できるようになった。1896年には、グレート・ノーザン鉄道との間でブリティッシュコロンビア州南部での輸送をめぐって競争になったことから、カナダ太平洋鉄道は当初の路線より南側にブリティッシュコロンビア州を横断する2番目の路線を敷設せざるを得なくなり、当時社長を務めていたヴァン・ホーンは政府の支援を求めた。政府はこれに同意し、西部カナダから出荷される重要な産物の貨物運賃を永続的に引き下げる代わりに、アルバータ州レスブリッジからクロウズネスト峠を通りクートネイ湖の南岸に至る鉄道を建設するために約360万ドルを提供することになった。
この議論を呼ぶ「クロウズネスト峠合意」により、東への穀物の運賃と西へ向かう移民の資産の運賃は、1897年の水準で実質的に固定されることになった。このクロウ・レートと呼ばれる運賃水準は、第一次世界大戦中一時的に中断されたものの、穀物運賃を徐々に引き上げることを認める西部穀物運輸法が1983年に制定されて置き換えられるまで有効であった。クロウズネスト峠を通る路線は、さらに南部ブリティッシュコロンビア州の峡谷や峠をいくつも通り、コキハラ峠でカスケード山脈を越えてホープで元の本線に合流する、複雑な経路をたどり、1898年6月18日に開通した。
この南側を通る本線は、ブリティッシュコロンビア州ではケトル・バレー鉄道として一般に知られ、南部ブリティッシュコロンビア州において発展しつつあった鉱業や精錬業の需要に応じて建設され、バンクーバーやその他のカナダからよりも隣接するアメリカ合衆国の諸州からの方が容易に到達できるという地理的な傾向は、国家の安全保障に対する脅威であり、また同程度に州の自らの資源に対する管理に対する脅威であるとみなされていた。地域の旅客営業は新しい南部の路線に経由を変更され、地域に発展しつつあった多くの小さな都市を結んだ。最終的にこの経路に関連してカナダ太平洋鉄道に合併されることになった独立した鉄道あるいは子会社の鉄道としては、シュスワップ・アンド・オカナガン鉄道、カスロ・アンド・スローカン鉄道、コロンビア・アンド・クートネイ鉄道、コロンビア・アンド・ウェスタン鉄道などがあった。

#### カナダ太平洋鉄道と西部カナダへの植民
実際のところ、カナダ太平洋鉄道が建設したのは、ほとんど荒野を走る鉄道であった。平原地帯の有用性は、多くの人が疑問に思っていることであった。しかしこの平原や大きな可能性を秘めているという考えが広まった。カナダ太平洋鉄道が鉄道を建設するためにカナダ政府と結んだ当初の契約では、2500万エーカー（約10万平方キロメートル）の土地を供与されていた。カナダ太平洋鉄道が既にとても豊かな会社となっていたことを示すように、カナダへの移民誘致キャンペーンを大々的に開始した。海外の多くの場所で代理店が営業していた。移民にはしばしば、カナダ太平洋鉄道の船での渡航、現地へのカナダ太平洋鉄道の列車での移動、そしてカナダ太平洋鉄道が販売する土地がパッケージとして販売された。土地の値段は1エーカー当たり2.5ドル以上であったが、開墾が必要であった。

### 1901年 - 1928年

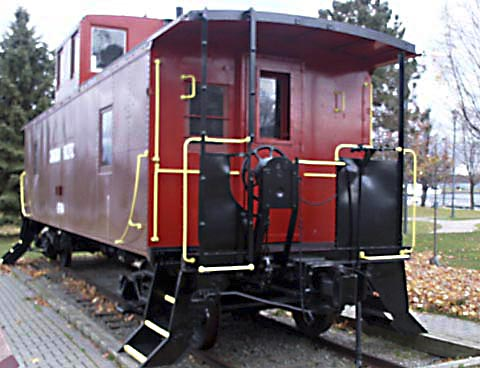
オンタリオ州ブロックビルに展示されているカナダ太平洋鉄道のカブース

まず鉱山会社テックを設立、支配。20世紀最初の10年間、カナダ太平洋鉄道はさらに路線の建設を続けた。1908年にカナダ太平洋鉄道はトロントとサドバリーを結ぶ路線を開通させた。それ以前は、オンタリオ州南部から西へ行く列車は、オンタリオ州東部を通る遠回りな経路を通っていた。カナダ太平洋鉄道は1909年には、2つの技術上の大きな偉業を達成した。もっとも重要であったと言えるのが、カナダ太平洋鉄道の本線にとって大きなボトルネックとなっていたビッグ・ヒルをスパイラルトンネルで置き換えたことで、これにより勾配は45パーミルから22パーミルに下がった。このスパイラルトンネルは8月に開通した。1908年4月には、レッドディア川を渡る古いカルガリー-エドモントン鉄道橋の代替工事に着手し、新しい標準的で鋼製の橋が1909年3月に完成した。

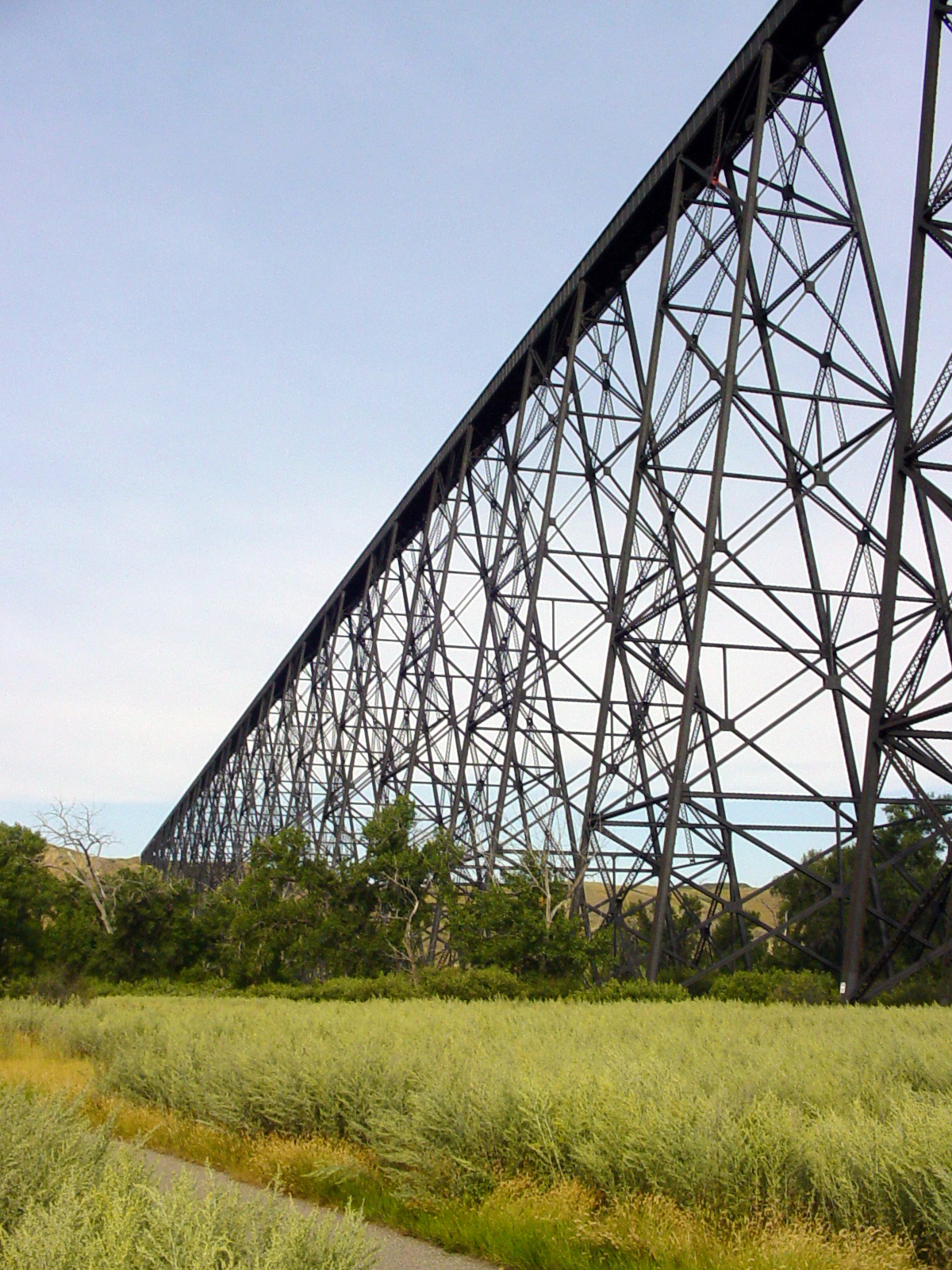
レスブリッジ高架橋

1909年11月3日には、アルバータ州レスブリッジでオールドマン川の峡谷を横断するレスブリッジ高架橋が開通した。全長1,624メートル（5,328フィート）、最大高さ96メートル（315フィート）で、カナダでも最長の鉄道橋となった。1916年には、雪崩に弱く1910年には62人の死者を出す事故があったロジャーズ峠を通る線路を、マクドナルド山の下を抜ける全長8キロメートルのコンノートトンネルで置き換えた。これは当時西半球でもっとも長い鉄道トンネルであった。

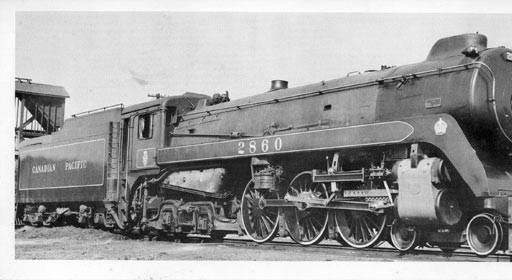
カナダ太平洋鉄道の機関車、2860号

1910年1月21日に、サドバリー近郊のオンタリオ州ナイルンのスパニッシュ川に架かる橋で、旅客列車が脱線する事故があり、少なくとも43人が死亡した。
カナダ太平洋鉄道は、1912年にはいくつかの小さな鉄道会社を長期リース契約により傘下に収めた。1912年1月3日にノバスコシア州西部で運行するドミニオン・アトランティック鉄道を取得した。これにより大西洋に面した重要な港であるハリファックスへの連絡ができるようになった。ドミニオン・アトランティック鉄道は、他のカナダ太平洋鉄道の路線網からは孤立しており、連絡にはカナディアン・ナショナル鉄道を利用することになった。またドミニオン・アトランティック鉄道は、ノバスコシア州ディグビーからカナダ太平洋鉄道のあるニューブランズウィック州セントジョンとの間で、ファンディ湾を渡るフェリーを運航しており、旅客と貨物を運んでいたが、貨車の航送は行っていなかった。ドミニオン・アトランティック鉄道の船は、他にもヤーマス、ボストン、ニューヨークとの間でも旅客や貨物の輸送を行っていた。1912年7月1日には、カナダ太平洋鉄道とは鉄道連絡船を通じて接続していたバンクーバー島の鉄道、イスクワイモルト・アンド・ナナイモ鉄道を買収した。さらにカナダ太平洋鉄道は、1912年12月14日にケベック・セントラル鉄道を買収した。
19世紀末には、カナダ太平洋鉄道は沿線の観光開発の拠点とすべく大規模なホテル建設計画を実行し、グレーシャー国立公園にグレーシャーハウス、ブリティッシュコロンビア州フィールドにマウント・スティーブン・ハウス、ケベック・シティーにシャトー・フロンテナック、そしてバンフ国立公園にバンフ・スプリングス・ホテルを建設した。
この頃から、カナダ太平洋鉄道は3つの大陸横断鉄道と競争するようになったが、どれも損失を計上するばかりであった。1919年にはこれらの路線は合併され、旧インターコロニアル鉄道の路線網も合わせて、政府が所有するカナディアン・ナショナル鉄道となった。また、カナダ太平洋鉄道所有の汽船エンプレス・オブ・アイルランドがノルウェーの石炭船ストールスタッドと衝突し、会社の歴史上最大の死者を出すことになった。1914年5月29日に、カナダ太平洋汽船会社が運航していたエンプレス・オブ・アイルランドはセントローレンス川で沈没し、1,024人が死亡しこのうち840人が乗客であった。

### 第一次世界大戦
第一次世界大戦中、カナダ太平洋鉄道はその「世界最大の交通システム」と称するすべての資源をイギリスが自由に使えるようにした。車両・線路だけでなく、船舶・工場・ホテル・電信、そして中でも人員であった。戦争努力を支援することは、兵士を輸送し宿営させ、武器と弾薬を製造・補給し、船舶を武装させ貸し出しあるいは売却することであった。カナダ太平洋鉄道の52隻の船舶が第一次世界大戦中任務に就き、100万人以上の兵士と旅客と400万トン以上の貨物を運んだ。このうち27隻が戦争終結時点で残存しており、カナダ太平洋鉄道に返却された。カナダ太平洋鉄道は、資金や雇用の面でも戦争努力を支援した。カナダ太平洋鉄道は連合国に対して数億ドルの規模の融資または保証を行った。将来に残る記念として、カナダ太平洋鉄道は戦争で戦い、そして亡くなった人たちの努力を記念して、3つの記念碑と23の銘板を作成した。戦後、連邦政府は戦争中および戦後に経営破綻して政府の管理下に置かれたいくつかの鉄道会社から、カナディアン・ナショナル鉄道を創設した。カナディアン・ナショナル鉄道は、カナダ太平洋鉄道にとって主な競合者となることになる。1923年にデービッド・ブリス・ハンナの後を継いでヘンリー・ワース・ソーントンが2代目のカナディアン・ナショナル鉄道社長に就任すると、その競争的な態度は、初めてカナダ生まれの人間としてカナダ太平洋鉄道の社長に就任したエドワード・ウェントワース・ビーティを行動に駆り立てることになった。この時期、鉄道への土地供与が正式に法制化された。

### 世界恐慌と第二次世界大戦、1929年 - 1945年

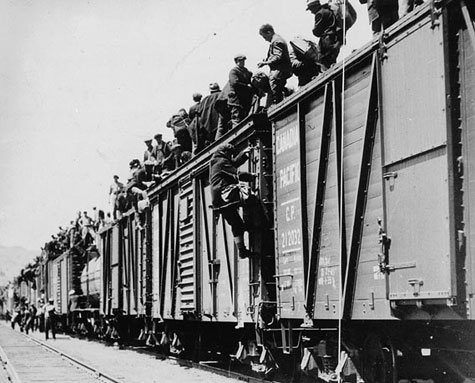
失業者救済キャンプでのストライキ参加者たちが、オタワ行進に参加して有蓋車の屋根に乗りこんでいる様子、1935年

1929年から1939年まで続いた世界恐慌は、多くの企業を直撃した。カナダ太平洋鉄道も影響を受けたが、ライバルのカナディアン・ナショナル鉄道と違い債務を負っていなかったため、同社ほどの規模で影響を受けることはなかった。カナダ太平洋鉄道は一部の旅客列車と貨物列車を削減し、1932年以降は株主に配当の支払いを停止した。困難な時期には新しい政治運動が生まれるものであり、たとえばカナダ社会信用運動や協同連邦党があり、中でも抗議運動の形で広まったものとしてオタワ行進がある。
1930年代末の鉄道およびカナダにとって1つのハイライトとなったのは、ジョージ6世とその妃エリザベス・ボーズ＝ライアンのカナダ訪問であり、これは在位中の君主による初めてのカナダ訪問であった。カナダ太平洋鉄道とカナディアン・ナショナル鉄道は、ロイヤルトレインを運転する栄光を分かち合うことになり、カナダ太平洋鉄道側はケベック・シティーからバンクーバーまでの西行きの列車を担当した。その年の後半に、第二次世界大戦が勃発した。第一次世界大戦の時と同様に、カナダ太平洋鉄道は保有する資源を戦争努力に捧げた。モントリオールにあるアンガス工場は、改造されてバレンタイン歩兵戦車やその他の装甲車両を生産するようになり、また兵士や物資を国中で輸送した。22隻の船が戦争に送られ、このうち「エンプレス・オブ・カナダ」や「エンプレス・オブ・エイジア」など12隻が沈没した。

### 1946年 – 1978年

「マルチマーク」ロゴは、1968年から人気が無くなる1987年まで使われた。1980年代の人気テレビゲームからパックマンロゴとも呼ばれる。

第二次世界大戦後、カナダの運輸産業は変わった。かつては鉄道がほとんどあらゆる場面で旅客や貨物を運んでいたが、自動車・トラック・航空機が鉄道からシェアを奪っていくようになった。これは自然とカナダ太平洋鉄道の航空・自動車営業を助けることになり、また鉄道の貨物営業でも資源やばら積み貨物の輸送は引き続き盛況であった。しかし旅客輸送は急速に不採算なものとなっていった。1950年代には、旅客営業でも革新を実現した。1955年には新しい豪華大陸横断列車として「カナディアン」を運転開始した。しかし1960年代からは次第に旅客列車を削減するようになり、多くの支線では旅客営業が廃止となっていった。1966年には、補完的な大陸横断列車であった「ザ・ドミニオン」が廃止となり、1970年には「カナディアン」も廃止を申請したが、拒絶された。その後8年間、廃止を申請し続け、その間「カナディアン」の運行は大幅に削減された。1978年10月29日にカナダ太平洋鉄道は、政府が所有するVIA鉄道に旅客列車を移管し、同社がカナダ太平洋鉄道およびカナディアン・ナショナル鉄道から移管されたすべての都市間旅客列車の運行に責任を持つことになった。VIA鉄道は最終的に「カナディアン」を含め、ほとんどすべての旅客列車をカナダ太平洋鉄道の路線から他の路線に移転させた。
1968年には、企業再構築の一環として、鉄道営業を含めて主な事業活動はそれぞれ独立した子会社に再編された。鉄道の名前はCP鉄道に変更され、親会社の名前はカナダ太平洋リミテッドに1971年に変更された。その航空・宅配・電話・ホテル・不動産部門は分離され、これらの所有権はカナダ太平洋インベストメンツに移管された。ビーバーのロゴは廃止され、新しいマルチマークロゴが採用されたが、事業部門によって異なる色とされた。

### 1979年 – 2001年
1979年11月10日にオンタリオ州ミシサガで貨物列車の脱線事故が起こり、塩素タンクなどが破裂した影響で20万人の人々が避難したが、死者は出なかった。
1984年にCP鉄道は、セルカーク山脈のコンノートトンネルの輸送力増強のために、マウント・マクドナルドトンネルに着工した。最初の営業列車はこのトンネルを1988年に通過した。全長14.7キロメートルで、アメリカ大陸において最長のトンネルである。1980年代を通じて、CP鉄道が支配権を握るスー・ライン鉄道はいくつかの変革を行った。1982年にミネアポリス・ノースフィールド・アンド・サザン鉄道を買収した。続いて1985年2月21日には、スー・ライン鉄道はミルウォーキー鉄道の支配権を握り、1986年1月1日に自社の路線網に組み込んだ。また、1980年にはカナダ太平洋鉄道はコンレールからトロント・ハミルトン・アンド・バッファロー鉄道を買収し、同社は1985年に清算された。1987年には、五大湖地区のほとんどの路線網は元のスー・ライン鉄道のものを含めて分割され、ウィスコンシン・セントラルが発足し、結果的にこの会社は後にカナディアン・ナショナル鉄道に買収された。アメリカとカナダの間の貿易を自由化した1989年の米加自由貿易協定の影響を受けて、1990年代初頭にもカナダ太平洋鉄道はさらに拡大を続けた。CP鉄道は1990年にスー・ライン鉄道を完全に支配下に収め、1991年にはデラウェア・アンド・ハドソン鉄道を買収した。これらの買収により、CP鉄道はアメリカの主要都市であるシカゴ（スー・ライン鉄道経由）とニューヨーク（デラウェア・アンド・ハドソン鉄道経由）に到達できるようになった。
その後数年に渡り、CP鉄道は路線の整理を進め、カナダのいくつかの支線や副次的な本線までも地方鉄道に売却してしまうか廃止した。しかしこの合理化はかなり高くつき、十分広い範囲に穀物を出荷することができなくなったために、カナダの穀倉地帯として知られていた地域において多くのカントリーエレベーターが廃止された。モントリオールより東のすべての路線もこの際に整理され、メイン州やニューブランズウィック州を通ってセントジョンの港へ通じるカナディアン・アトランティック鉄道として営業していた路線も売却されるか廃止され、これによりCP鉄道はカナダにおいて大陸横断鉄道としての地位を失うことになった。1950年代末にセントローレンス海路が開通し、税金の補助を受けた砕氷活動が行われたこともあいまって、セントジョンはカナダ太平洋鉄道にとって余剰の存在となっていた。
1990年代を通じて、CP鉄道もカナディアン・ナショナル鉄道も、さらなる合理化を進める目的で、互いに相手の東部地方の路線網を買収しようと試みたが、うまくいかなかった。1996年にCP鉄道は本社をモントリオールのウィンザー駅からアルバータ州カルガリーのガルフ・カナダ広場に移した。CP鉄道はカナダにおける列車の運行管理のほとんどを新しい本社に統合し、ネットワーク管理センター (NMC: Network Management Centre) を発足させた。このネットワーク管理センターからは、バンクーバー港からオンタリオ州北部のマクティアまでの列車の動きを管理している。マクティアからモントリオール港までの列車の動きを管理する小さなセンターがウィンザー駅に残されている。
1996年にCP鉄道は本社をカルガリーからモントリオールに戻し、名前もカナダ太平洋鉄道へ戻した。新しい子会社としてセントローレンス・アンド・ハドソン鉄道が設立され、北アメリカ東部のケベック、オンタリオ州南部および東部、シカゴへの線路使用権、アメリカ合衆国北東部のデラウェア・アンド・ハドソン鉄道といった損失を出していた路線が移管された。しかしこの子会社は、売却される危機にさらされ、また自由に改革をできる立場を与えられたこともあり、損失を出していた路線をすぐに地域鉄道に分離し、定期貨物列車の運行を開始し、予期しないほど利益率を改善した。2001年1月1日にセントローレンス・アンド・ハドソン鉄道はカナダ太平洋鉄道に正式に併合された。

### 2001年から現在
2001年に親会社のカナダ太平洋リミテッドは、カナダ太平洋鉄道を含む5つの子会社を分割して独立した企業とした。分割の時点での大半の非鉄道事業は別のカナダ太平洋リミテッドと称する子会社により運営されていた。カナダ太平洋鉄道は法的には別として、営業上の柔軟性を示すために2007年初めに「鉄道」の語を名称から外し、公式にカナディアン・パシフィックと称するようになった。名称変更の少し後には、バンクーバーオリンピックの主要スポンサーおよび物流提供パートナーとなったことが発表された。
2004年12月、テック・コミンコ (Teck Cominco) は、古い鉱山跡地における金属汚染に関して自分の権利を守る目的でカナダ太平洋鉄道を提訴した。2006年10月10日には、カナダ太平洋鉄道はアメリカホンダ自動車から"Rail Origin of the Year"の賞を受けた。2007年9月4日、ロンドンに本拠を置くエレクトラ・プライベート・エクイティからダコタ・ミネソタ・アンド・イースタン鉄道を買収すると発表した。この取引により、末端から末端までの統合を実現し、カナダ太平洋鉄道がアメリカ合衆国内の農産品・エタノール・石炭などの荷主にアクセスできるようになる。カナダ太平洋鉄道はこの買収を、ワイオミング州のパウダー川盆地にある豊かな炭田地帯へのアクセスに用いるという意図を表明した。購入価格は14億8000万米ドルで、このうち10億米ドル以上はパウダー川までの鉄道路線延長に着工し、パウダー川盆地から一定の数量の石炭が出荷された条件での将来の支払いとされた。この取引はアメリカ合衆国の陸上運輸委員会の承認待ちで、1年ほどかかるとされた。2007年10月4日にカナダ太平洋鉄道は買収に必要な財務上の取引を完了したと発表し、ダコタ・ミネソタ・アンド・イースタン鉄道とアイオワ・シカゴ・アンド・イースタン鉄道をリチャード・ハムリンを信託人とする議決権信託に預けた。合併は2008年10月31日に完了した。
2011年10月28日に、証券取引委員会への13D申告において、アメリカのヘッジファンドであるパーシング・スクエア・キャピタル・マネジメント (PSCM) がカナダ太平洋鉄道の株の12.2パーセントを所有していると申告した。PSCMは2011年にカナダ太平洋鉄道の株を買い始めた。最終的に持ち株は14.2パーセントまで増加し、PSCMがカナダ太平洋鉄道の最大株主となった。この月に開かれた会社側との打ち合わせにおいて、PSCMの責任者のビル・アックマンは、最高経営者のフレッド・グリーンの交代を求めた。2012年5月17日木曜日の年次株主総会の数時間前に、グリーンと会長のジョン・クレッグホーンを含む他の5人の取締役が辞任した。アックマン自身とそのパートナーであるパウル・ヒラルを含めた7人が新たな取締役に選任された。再編された取締役会は、ノーフォーク・サザン鉄道の前の副会長兼最高執行責任者であったスティーブン・トービアスを暫定CEOに指名して、新しいCEOの探し始め、最終的にカナディアン・ナショナル鉄道の前の社長であったハンター・ハリソンを2012年6月29日に任命した。
2012年5月23日に、4,800人の機関士・車掌・運行指令員が職場を放棄して9日間のストライキに入り、貨物列車が止まって経済に8000万カナダドル規模の損害を与えたが、6月1日に運行を再開した。このストライキは、政府が職務復帰法案を持ち出して双方を拘束力のある合意に至らせたことで終結した。
2013年7月6日に、カナダ太平洋鉄道が地方鉄道のモントリオール・メイン・アンド・アトランティック鉄道に請け負わせていた原油のユニットトレインがラック・メガンティックで脱線し、47人が死亡した。2013年8月14日に、ケベック州政府はカナダ太平洋鉄道と、賃借人のワールド・フュエル・サービシズをともに、事故現場の環境回復作業の費用を負担させる企業のリストに追加した。7月15日に、カナダ太平洋鉄道は裁判所の法的手続きを求めたと報じられた。カナダ太平洋鉄道のスポークスマン、エド・グリーンバーグは、「カナダ太平洋鉄道は通知を検討した。実際のところ、法的には、カナダ太平洋鉄道は環境回復作業に責任を負っていない」と述べた。2014年2月にハリソンは、脱線事故の際に危険性が大きいことで知られる、DOT-111型タンク車の運行を終了させるために直ちに行動に移すように求めた。
2021年、カナディアン・ナショナル鉄道によるカンザス・シティ・サザン鉄道買収話に横やりを入れる形で買収提案を行ったが敗れた。
2023年4月14日をもって、カナダ太平洋鉄道はカンザス・シティ・サザン鉄道と合併してカナダ太平洋カンザスシティ鉄道となった。

## 貨物列車

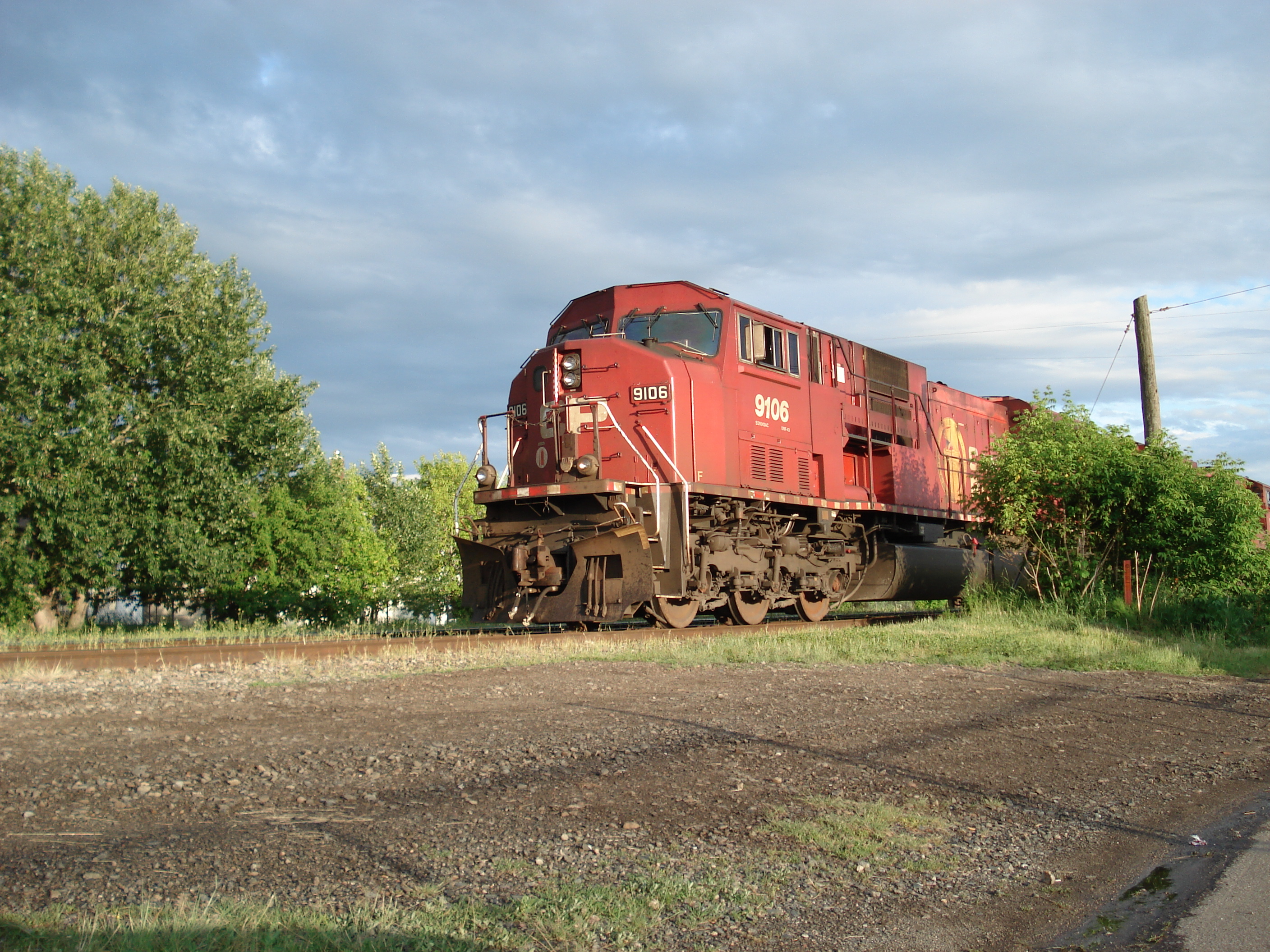
オンタリオ州サンダーベイを行くSA90MAC型機関車

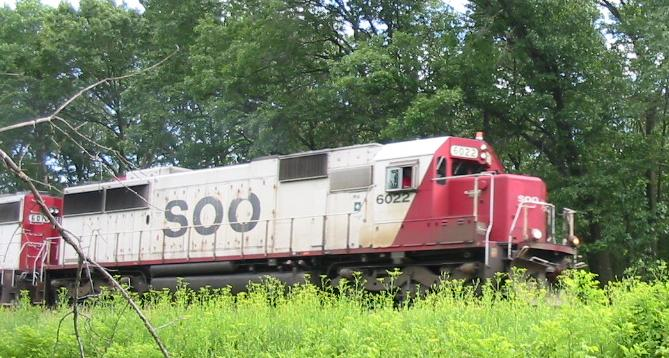
ウィスコンシン州ウィスコンシンデルズで列車を牽引するスー・ライン鉄道6022号機関車（EMD SD60）、2004年6月20日

カナダ太平洋鉄道の貨物輸送の半分以上は石炭・穀物およびインターモーダル輸送であり、利益の大半はカナダ西部から生み出されている。貿易が大西洋側から太平洋側に大きく移ったことで、サンダーベイからの小麦の出荷は大きく落ち込むことになった。その他に自動車部品、組み立て済み自動車、硫黄、肥料、その他の化学薬品、林産品、その他の雑貨などが運ばれている。鉄道網の中でもっとも過密なのは、カルガリーとバンクーバーの間の本線である。1970年以来、カナダ太平洋鉄道の輸送の主力は石炭となっている。石炭は山岳地帯の炭鉱、もっとも有名なものとしてはスパーウッドからロバーツバンクやノースバンクーバーのターミナルに運ばれ、そこから日本へ出荷される。カナダ太平洋鉄道は毎年西海岸へ数百万トンの石炭を運んでいる。
カナダ太平洋鉄道が運ぶ穀物は、平原地帯からサンダーベイ（かつてはフォートウィリアムやポートアーサーと呼ばれていた）やケベックシティー、バンクーバーなどに運ばれ、そこから国外へ輸出される。セントローレンス川が氷で閉ざされている冬期には、伝統的にニューブランズウィック州のウェストセントジョンから輸出される。穀物はカナダ太平洋鉄道にとって常に重要な輸送品目であった。1905年から1909年にかけて、カナダ太平洋鉄道は穀物の出荷に利用するためにフォートウィリアムとウィニペグの間を複線化した。この区間は何十年にもわたって、カナダ太平洋鉄道にとって都市部以外で長い複線区間を有する唯一の場所であった。こんにち、サンダーベイとウィニペグの間は単線に戻されてしまったが、他に地方部に通じる長い複線の本線として、ケントからバンクーバーまでコースト山脈中をフレーザー川に沿う区間と、オンタリオ州スミスフォールズからモントリオール中心部まで、田舎の農村地帯を走るウィンチェスター地区の100マイル（約160キロメートル）の路線がある。またゴールデンとカムループスの間や、ウィニペグ-サンダーベイ間の元の複線区間のうち20マイルほどのケノーラとキーウェティンの間などが依然として複線である。
カナダ太平洋鉄道は1952年に、北アメリカの鉄道としては初めてピギーバック輸送を導入し、道路のトレーラーを貨車に積んで輸送するようになった。後に、コンテナ輸送がほとんどのピギーバック輸送を代替するようになった。1996年にカナダ太平洋鉄道は、モントリオールとウェストトロントの間で、予約専用の定期短距離インターモーダル輸送として「アイアンハイウェイ」という列車を運行するようになり、特殊な設備を使用していたが、1999年に在来型のピギーバック輸送車両に置き換えられ、名前も「エクスプレスウェイ」に変更された。この列車はデトロイトまで延長され、さらにシカゴへ延長する計画もあるが、適切なターミナルを見つけることができていない。

## 旅客列車

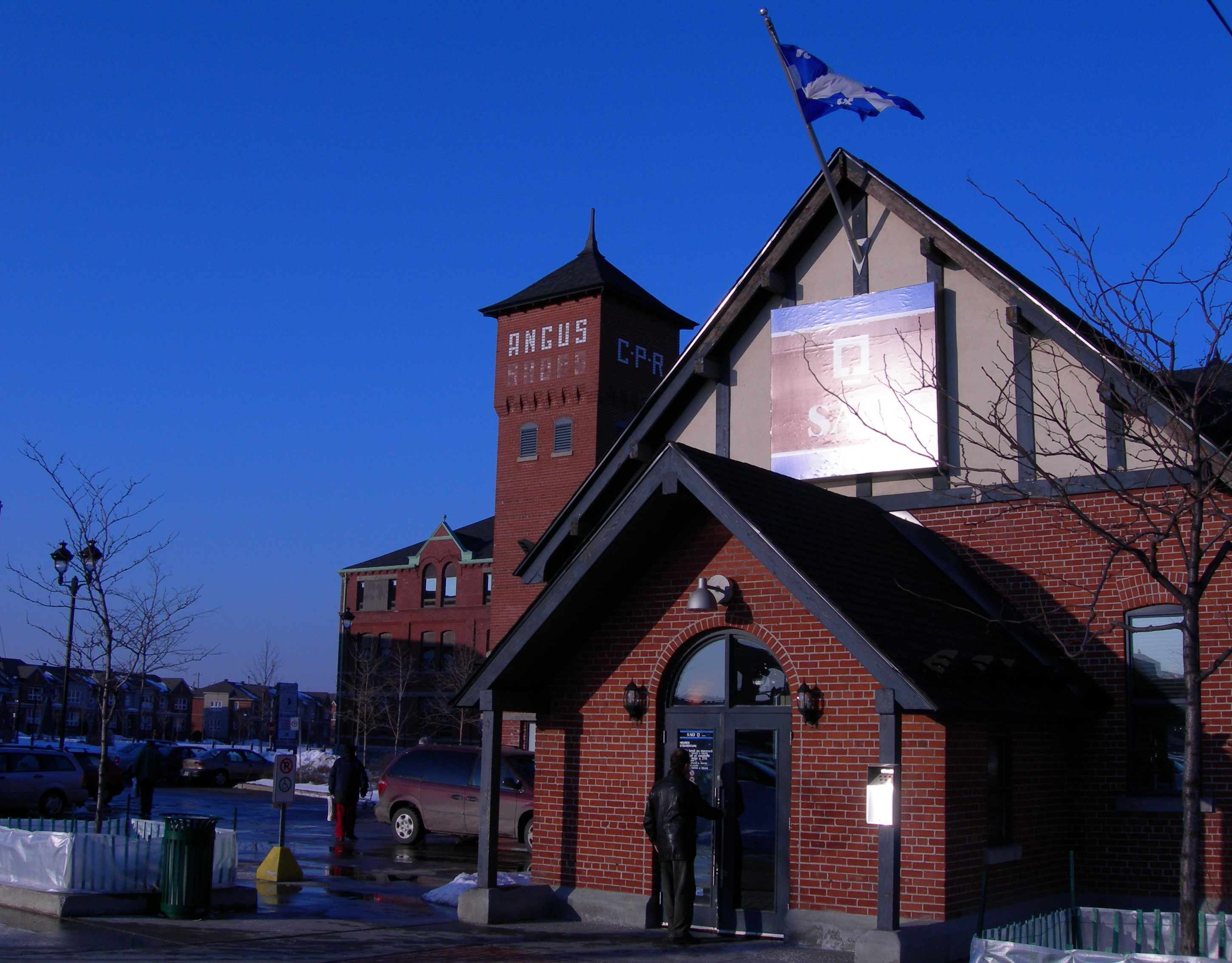
かつてのアンガス工場の建物、ケベックアルコール会社の酒類販売店に転用されている

1960年代まで、カナダでは列車が長距離の主たる移動手段であった。カナダ太平洋鉄道の列車に乗った人たちとして、平原地帯に新たに移り住む移民たち、兵士（特に2回の世界大戦の際に）、上級の旅行者などがいる。社内のアンガス工場では、そうした上級旅行者の要求に応えて、特別な旅客車を多数製作した。
カナダ太平洋鉄道では、大陸横断輸送網と統合された五大湖の船舶の運航も行っていた。1885年から1912年まで、ジョージア湾のオーウェンサウンドとフォートウィリアムの間を結んで船が運航されていた。カントリーエレベーターを焼失した1911年12月の大火の後、カナダ太平洋鉄道が建設した新しくてより大きなマクニッコールの港に移転し、1912年5月に開業した。5隻の船で毎日運航しており、その中には「アッシニボイア」(Assiniboia)、「キーワティン」(Keewatin) という1908年建造で航路の廃止まで運航した船もあった。利用者は列車でトロントからジョージア湾の港まで行き、そこから船に乗って対岸に渡って、別の列車に接続した。第二次世界大戦後は、列車も船も旅客だけでなく自動車も運ぶようになった。この列車は、北アメリカでは最後となるボート・トレインであった。「スチーム・ボート」という名の高速直通列車がトロントとマクニッコール港を結んでいた。旅客輸送は1965年のシーズン限りで廃止となり、「キーワティン」1隻のみがその後2年間貨物輸送を継続した。この船は後にアメリカ合衆国において海洋博物館となり、2013年にカナダに戻された。
第二次世界大戦後、自動車と航空機が普及するにつれて鉄道の旅客輸送は落ち込んでいったが、カナダ太平洋鉄道では旅客数を伸ばし続けようと試みて様々な変革を行い続けた。1953年11月9日から、バッド製のディーゼルカーを多くの路線に投入した。この車両をカナダ太平洋鉄道当局では公式にはデイライナーと呼んでいたが、職員たちは常にバッドカーと呼んでいた。所要時間を大幅に短縮し、費用も節減したことで、多くの路線での旅客営業を長年にわたって維持することに貢献した。カナダ太平洋鉄道では、バッドカーの購入を続けて最終的にバッドカーの2番目に大きな所有者となる52両を有するようになり、これ以上の数を保有していたのはボストン・アンド・メイン鉄道だけであった。またカナダ太平洋鉄道は珍しいRDC-4型を有していた。この車両は一端に郵便室を、もう一端に荷物室を備え、旅客室を備えていない形式であった。1955年4月24日に、カナダ太平洋鉄道は新しい豪華大陸横断列車「カナディアン」を運行開始した。この列車はバンクーバーとトロントもしくはモントリオールを結び、サドバリー以東では2本に分割して運転されていた。この高速列車は、ディーゼル機関車が牽引し、展望ドーム車の「パーク・カー」などの新しい流線形のステンレス鋼製の客車を使用していた。
しかし、1960年代からは旅客列車の大半、特に支線におけるものを廃止するようになっていった。たとえば、南部ブリティッシュコロンビア州とクロウネスト峠の旅客列車は1964年1月に、ケベック・セントラル鉄道の旅客列車は1967年4月に、そして大陸横断列車の「ドミニオン」は1966年1月に廃止された。1978年10月29日にカナダ太平洋鉄道は旅客列車を、新しく設立された国有企業であるVIA鉄道に移管し、ここがカナダにおける都市間旅客輸送に責任を負うことになった。後にブライアン・マルルーニー首相は、1990年1月15日にVIA鉄道の旅客列車の大幅削減を実行した。これによりカナダ太平洋鉄道の線路上では「カナディアン」の運行が終了し、かつての「スーパー・コンチネンタル」のカナディアン・ナショナル鉄道を通る経路に名前を変更せずに移ることになった。1990年1月15日の運行削減以前は、どちらの列車も毎日運転であったのに対して、残された「カナディアン」は週に3回の運行となった。2012年10月には「カナディアン」は年に6か月のオフシーズンには週2回の運行に削減され、週3回の運行は残りの6か月のみとなった。都市間列車の他に、カナダ太平洋鉄道はモントリオールにおける通勤輸送も提供していた。カナダ太平洋鉄道はここで、1970年にカナダで最初の2階建車両を導入した。1982年10月1日に、モントリオール都市圏交通委員会がカナダ太平洋鉄道から通勤輸送の責任を引き継いだ。この輸送はモントリオール大都市圏交通局の傘下で継続されている。

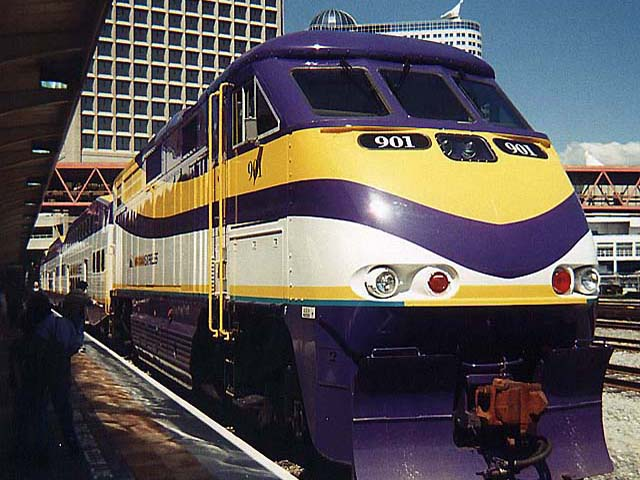
バンクーバーのウォーターフロント駅に停車中のウェストコーストエクスプレス

カナダ太平洋鉄道は現在、2か所の通勤輸送を契約により請け負っている。GOトランジットとの契約で、カナダ太平洋鉄道はオンタリオ州においてミルトンとトロント市街地の間で6往復の運行を行っている。モントリオールでは、モントリオール大都市圏交通局の下で、カナダ太平洋鉄道の路線にルシアン・ラリエール駅から3方面へ1日59本の通勤列車を運行している。カナダ太平洋鉄道はバンクーバーでは、地域の交通当局であるトランスリンクと契約してのウエストコーストエクスプレスの運行はもう行っていない。ボンバルディア・トランスポーテーションが2014年5月5日から列車運行を引き継いでいる。

### 寝台車・食堂車・パーラーカー部門
寝台車および食堂車、パーラーカーは独立した部門で運営されており、そのまま「寝台車・食堂車・パーラーカー部門」と名付けられていた。アメリカ合衆国の鉄道会社では、車両の製造から提供およびポーターの派遣に至るまで、寝台車の営業を専門の独立企業に依存していたが、カナダ太平洋鉄道では当初から自前で寝台車の営業を行うと決定していた。プルマンは寝台車営業では長らく有名であり、プルマンのポーターは伝説となっている。他に寝台車の営業を行う企業としてはワグナーの会社などがあった。自身が大男であったカナダ太平洋鉄道のゼネラルマネージャー、ウィリアム・ヴァン・ホーンの指示により、大型の寝台とより快適な環境が整えられていた。自社で寝台車の営業をすべて行うことで、提供するサービスをより適切に管理でき、また受け取る代金すべてを自社の収入とすることができたが、旅客に食事を提供すること自体が直接利益を生むわけではなかった。むしろ、長距離を旅行することができるような人々がそうした設備を望み、彼らの好意的な意見が結果的にカナダにさらに観光客を惹きつけ、カナダ太平洋鉄道の列車に乗ることになる、ということを通じて利益を生むものであった。

## 宅配事業
ヴァン・ホーンは非常に初期から、カナダ太平洋鉄道はできるだけ多くの事業から収益を得ると決断していた。これにより宅配・電信・寝台車などの事業を運営し、必要に応じて独立した部門あるいは会社を設立することになった。まだ設立されたばかりの鉄道会社にとっては、得られる収入は何でも獲得しておく必要があったからであり、これに加えて宅配や電信などこうした関連事業は非常に利益が出ると見込んでいたこともあった。その他の寝台車や食堂車などの事業は、旅客へ提供するサービスの品質をより確実に管理するために自社の傘下に置かれていた。ホテル事業もまた、旅行客を集めることでカナダ太平洋鉄道の成長にとって重要であった。
ドミニオン宅配会社 (Dominion Express Company) はカナダ太平洋鉄道自身より早い、1873年に独立企業として設立されたが、1882年夏まで列車の運行が開始されることはなく、この時点では300マイル（約480キロメートル）ほどの距離をオンタリオ州ラットポーテッジ（キーノラ）から西へマニトバ州ウィニペグまで運行されていた。ドミニオン宅配会社はすぐにカナダ太平洋鉄道に吸収され、カナダ太平洋鉄道の路線が開業した場所へはどこへでも営業するようになった。1926年9月1日にカナダ宅配会社 (Canadian Express Company) へと改称され、本社をウィニペグからトロントへ移転した。会社は鉄道とは独立した会社として営業され、列車に宅配荷物を搭載する車両を連結して運行するために鉄道会社が費用を請求していた。荷物は旅客列車の先頭に連結された専用の荷物車で、場合によっては車上に乗務している係員によって取り扱われ、高速で定時性の高い輸送を提供することで、遅れがよく生じる少量の貨物輸送より高い運賃を請求していた。あらゆる種類の事業向けに少量輸送を行い、クリーム、バター、鶏肉、卵などが扱われ、これに加えて独立した冷蔵車で生花、魚、その他の魚介類なども運んでいた。馬やその他の家畜、鳥、小動物や展示会に出される動物なども、動物の世話をする飼育員が乗る場所を備えた特別な家畜車で運ばれていた。
個人用の自動車も締切の有蓋車を使って宅配扱いで運ばれた。金や銀の延べ棒、それに現金も、造幣所と銀行の間で大量に運ばれ、安全上の理由で宅配担当者は武装していた。小事業用の現金や宝石などの貴重品も小さな容器に入れて定期的に取り扱われていた。郵便為替やトラベラーズチェックの扱いは、クレジットカードが使われるようになる前の時代には宅配会社の重要な事業で、世界中で使われていた。カナダ宅配集配局 (Canadian Express Cartage Department) が1937年3月に設立され、少量貨物を含めた多くの宅配物品の収集と配達を取り扱うようになった。通常の宅配会社の車両が明るい赤に塗装されていたのに対し、この部門のトラックは濃い緑に塗られていた。高速道路のトラックを利用した宅配路線は1945年11月にオンタリオ州およびアルバータ州南部で始まり、鉄道と道路の輸送を協調させることで、特に支線上にある小さな目的地にはよりよい輸送を提供できるようになった。トラック営業はカナダ全体へと広がって行き、少量輸送に関しては重要な交通手段となった。しかし1980年代の規制緩和によりすべてが変わり、何度も時流に沿った変革努力を行ったものの、トラック輸送は終了した。

## 特別列車

### 絹輸送列車
1890年代から1933年まで、カナダ太平洋鉄道では東アジアから出荷された絹をバンクーバーからニューヨークやニュージャージーにある絹製品工場まで運んでいた。1本の絹輸送列車では数百万ドル相当の絹が運ばれ、武装した護衛が専用に乗務していた。列車強盗の危険を避け、保険費用を節約するために、絹輸送列車はできるだけ速く走行し、機関車と乗務員の交代のためだけに停車し、停車時間も5分以下であった。絹輸送列車は他のあらゆる列車に対して優先権を持っており、絹輸送列車を速く通すために、旅客列車でさえ側線に待避させられていた。第二次世界大戦末には、ナイロンが発明されて絹が重要品ではなくなったこともあり、絹輸送列車も廃止された。

### 葬送列車

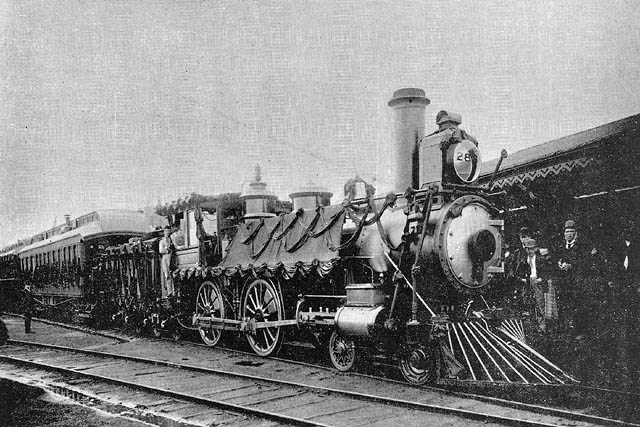
カナダの首相を務めたジョン・A・マクドナルドの葬送列車

葬送列車では、首相のような重要人物の遺体の輸送を行った。葬送列車が進行する際には、会葬者は所定の位置に立って弔意を表した。カナダ太平洋鉄道の葬送列車としては、2本が特に有名である。1891年6月10日にカナダの首相を務めたジョン・A・マクドナルドの葬送列車がオタワからオンタリオ州キングストンまで運転された。この列車は布を垂らされた5両の客車で構成されており、283号機関車によって牽引されていた。1915年9月14日には、かつてカナダ太平洋鉄道社長を務めたウィリアム・ヴァン・ホーンの葬送列車がモントリオールからイリノイ州ジョリエットまで運転され、2213号機関車が牽引した。

### ロイヤルトレイン

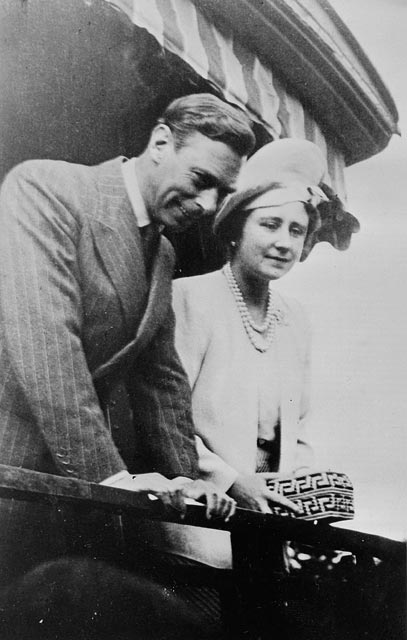
ジョージ6世とエリザベス・ボーズ＝ライアン、ブリティッシュコロンビア州ホープにて

カナダ太平洋鉄道では、王室の人がカナダを訪れた際には、多くのロイヤルトレインを運転している。人々が賓客に拝謁し挨拶できるよう、賓客をカナダの風景、森林、小さな町などに連れて行った。こうしたロイヤルトレインは優雅に装飾されており、郵便局や理容室などを備えていることもあった。カナダ太平洋鉄道でもっとも有名なロイヤルトレインは1939年のものである。1939年にカナダ太平洋鉄道とカナディアン・ナショナル鉄道の双方は、ジョージ6世とエリザベス・ボーズ＝ライアンの2人にケベックシティーからバンクーバーまで鉄道での移動を提供する栄誉を得た。これは在位中の君主がカナダを訪問する初めての機会であった。牽引に使われた蒸気機関車は、1938年モントリオール・ロコモティブ・ワークス製ハドソン型のカナダ太平洋鉄道2850号、ノーザン型のカナディアン・ナショナル鉄道6400号、マウンテン型のカナディアン・ナショナル鉄道6028号などである。塗装されなかったカナディアン・ナショナル鉄道6028号以外は、特別にロイヤルブルーで塗装され、列車全体に銀の帯が巻かれた。機関車はカナダ全体を5,189キロメートル走行し、途中で25回乗務員が交代し、機関車が故障することはなかった。いくぶんの鉄道ファンであったジョージ6世は、可能であれば機関車の運転台に乗っていた。旅行の終了後、ジョージ6世はカナダ太平洋鉄道に対して、機関車に「ロイヤル・ハドソン」の名前を付けて、そのランボードに王冠を描くことを許可した。これは、標準のハドソン型（2800号から2819号）ではなく、準流線形型の2820号から2864号にのみ適用された。

### 農業改良列車
カナダ太平洋鉄道では、「農業改良列車」という最新の農業研究に関する情報を広めるための列車を1914年から1922年にかけてサスカチュワン州の地方部で運転していた。サスカチュワン大学から要員が派遣され、費用は農業省が負担した。

### 学校列車
1926年から1960年代初期まで、カナダ太平洋鉄道では学校から遠いオンタリオ州北部に住む人々のために学校列車を運転していた。特別に設計された車両に乗って先生が出かけ、1か所で2日から3日程度滞在して教え、再び他の場所へ移動していた。車両には黒板と机・椅子が搭載されていた。またミニ図書館があり、先生の滞在設備もあった。

### 大陸横断超特急
ロサンゼルスからシカゴまでの大陸横断列車の中で殺人事件が起きる話を描いた1976年の映画「大陸横断超特急」（原題シルバー・ストリーク Silver Streak）では、大掛かりな映画撮影がカナダ太平洋鉄道を使って行われ、主にアルバータ州内と駅のシーンはトロントのユニオン駅で撮影された。列車は架空のAMRoadという鉄道会社のものとして偽装されていたが、偽装の程度が甘かったこともあり機関車も客車も元の番号がそのままであり、カナダ太平洋鉄道の赤いストライプの塗装を容易に確認できた。この時の車両のほとんどはVIA鉄道でなお営業運転に使われており、先頭の機関車の4070号と2両目の4067号はそれぞれVIA鉄道とCTCUMに売却されている。

### ホリデートレイン

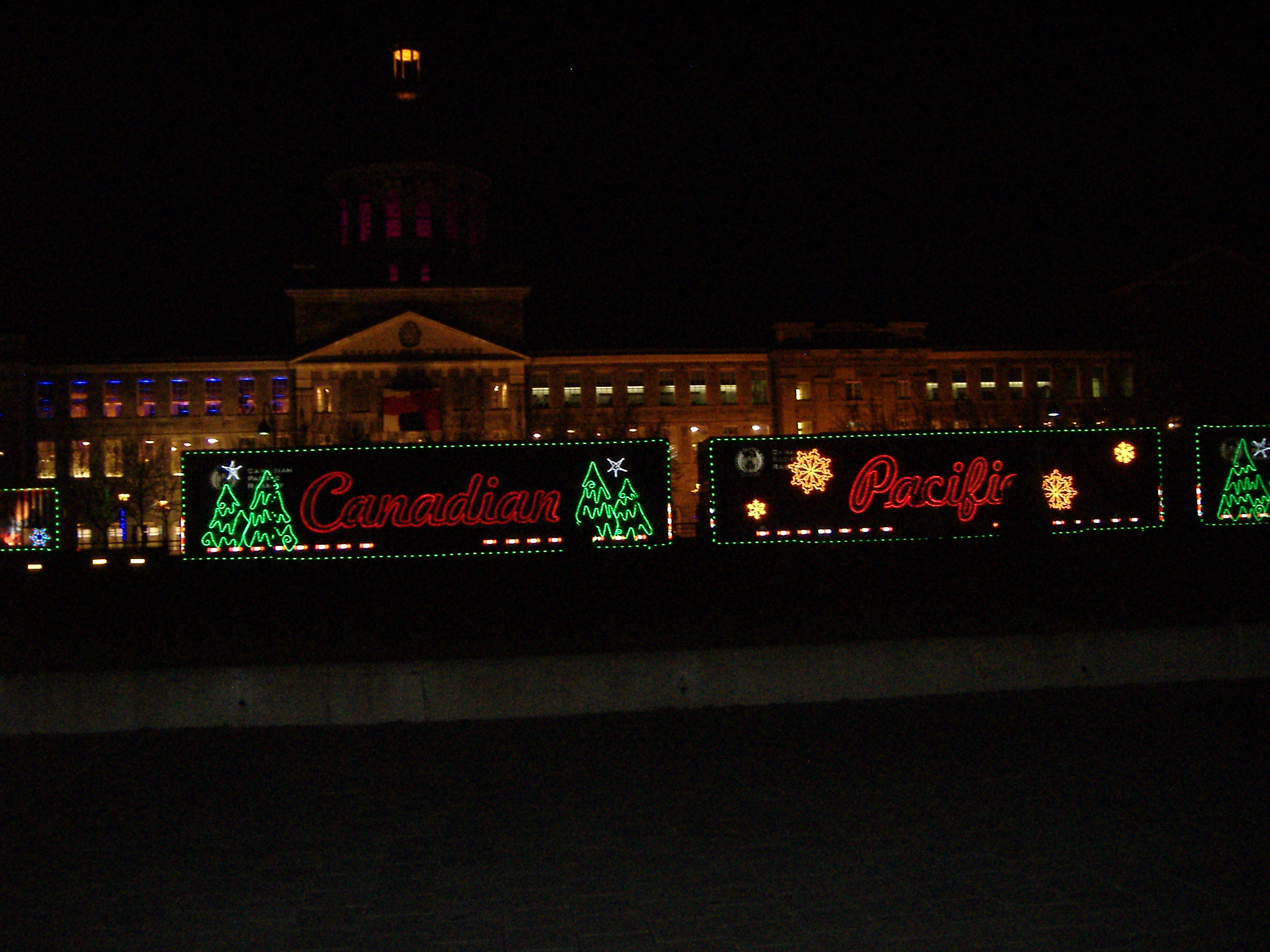
2009年11月に運転されたホリデートレイン、モントリオールにて

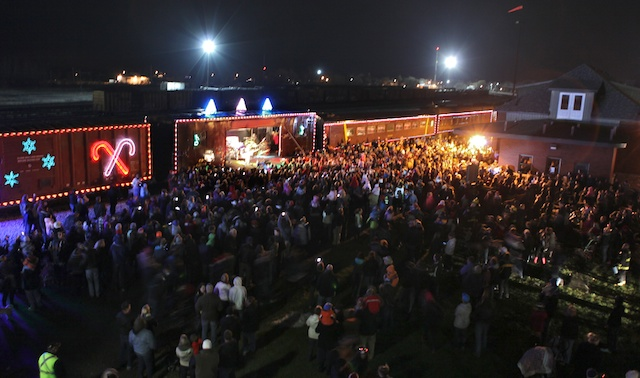
ホリデートレインで繰り広げられるショーを見る人たち

1999年から、カナダ太平洋鉄道では11月から12月にかけて「ホリデートレイン」を本線沿いに運行している。このホリデートレインは、ホリデーシーズンを祝うとともに、地域のフードバンクや飢餓救済のための寄附を集めている。また、カナダ太平洋鉄道とその荷主の宣伝も行っている。各列車には、列車で移動する芸人を乗せ、そのためのステージを有蓋車に備えている。
この列車は貨物列車ではあるが、古い客車も牽引しており、乗務員や芸人の移動と宿泊に利用される。職員とその家族をある停車点から次の停車点まで運ぶ以外は、カナダ太平洋鉄道の従業員と芸人のみがこの列車に乗ることができる。1999年の開始以来、ホリデートレインは950万カナダドルほどの寄付金を集め、330万ポンドの食品を北アメリカフードバンクに提供した。ある自治体で集められた寄附は、その自治体内での配布に用いられている。
カナダ、アメリカ合衆国北東部および中西部で150か所を周る2本のホリデートレインが運転されている。列車は約1000フィート（約300メートル）の長さで、飾り付けられた客貨車で構成され、その中には芸人向けの移動ステージに転換できる改造された有蓋車も連結されている。数十万個のLEDクリスマスイルミネーションで飾られている。2013年には15周年を祝って、貧困問題への関心をさらに高めることを狙い、オンタリオ州ハミルトン、アルバータ州カルガリー、ミネソタ州コテージグローブで記念イベントが開催された。

### ロイヤル・カナディアン・パシフィック
6月から9月にかけて運行される豪華観光列車のロイヤル・カナディアン・パシフィックの運転が、2000年6月7日から開始された。この列車はカルガリーからブリティッシュコロンビア州のコロンビア峡谷を通り、クロウネスト峠を通ってカルガリーへ戻ってくる1,050キロメートルの距離を運転する。5泊6日の旅である。1916年から1931年にかけて製造された最大8両の豪華客車を連結し、最初期のディーゼル機関車(FP9)が牽引している。

### 蒸気機関車列車

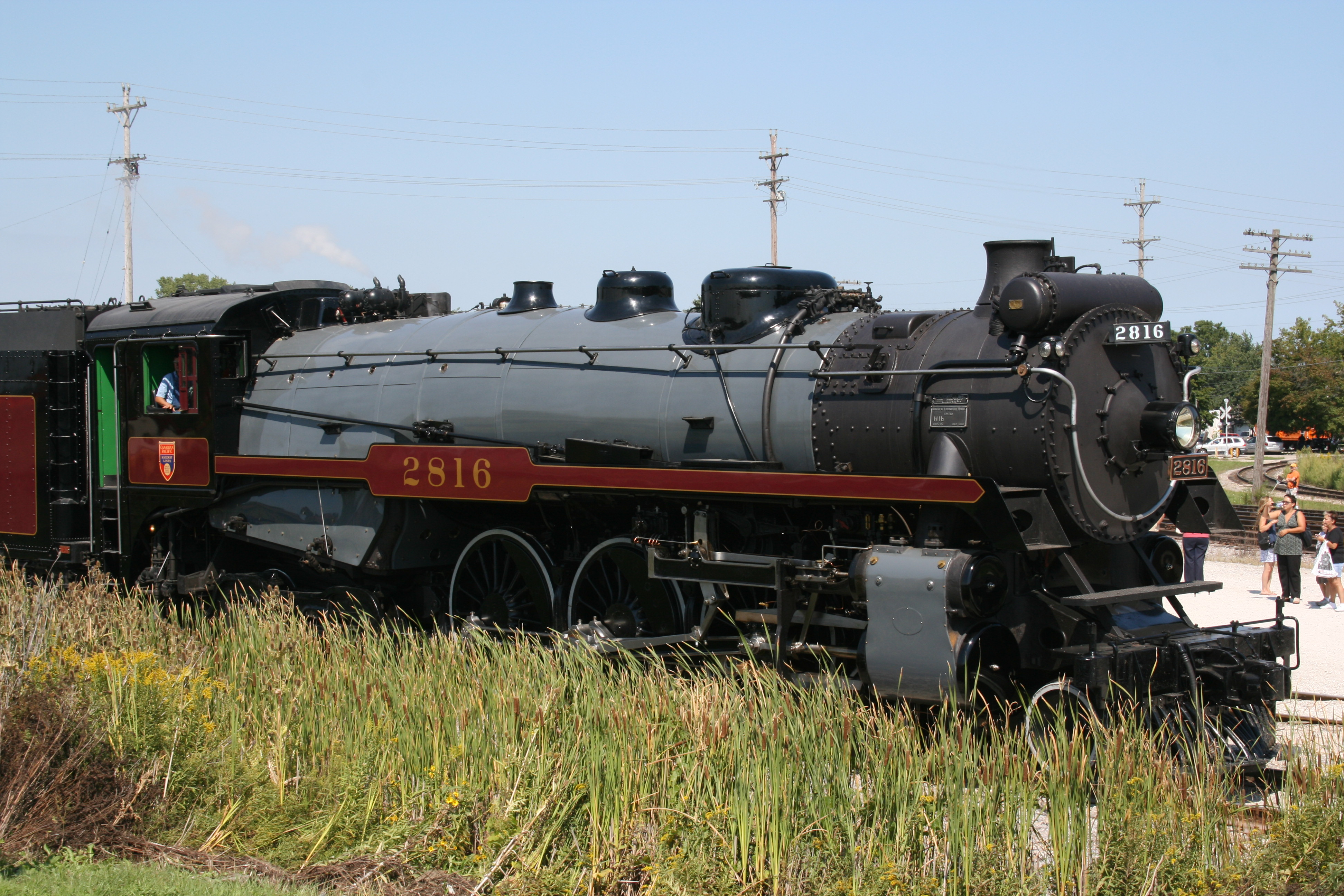
ウィスコンシン州スタートエヴァントを通るカナダ太平洋鉄道2816号機関車「エンプレス」、2007年9月1日

蒸気機関車の時代が終わってから長く経った1964年1月に売却されて以後、アメリカ合衆国内で保存展示されていたかつての旅客用蒸気機関車を、カナダ太平洋鉄道は1998年に買戻した。カナダ太平洋鉄道のハドソン型2816号は、100万ドル以上の費用をかけ、30か月の時間をかけて修復され、改めて「エンプレス」と名付けられた。その後、広告宣伝目的で運転に復帰した。アメリカ合衆国内の路線を含めて、カナダ太平洋鉄道の路線網内のほとんどすべてを周り、慈善活動の目的に使われた。集められた寄付金はすべて全国的な慈善活動である「学習のために朝食を」キャンペーンに贈られ、カナダ太平洋鉄道が運行経費のすべてを負担した。2816号は、2001年のIMAX映画で、バンクーバーを出発して東へ向かう機関車を取り上げ、カナダ太平洋鉄道の建設の歴史を語る「ロッキー・マウンテン・エクスプレス」のテーマとなった。

### スピリットトレイン
2008年にカナダ太平洋鉄道は、2010年のバンクーバーオリンピックの公式パートナーとなり、あちこちの停車駅でオリンピックをテーマにしたイベントを開く「スピリットレイン」を運転した。コリン・ジェームズが主なショーを提供した。しかし何か所かでは、オリンピックは先住民から奪われた土地で開催されると主張する活動家の抗議に見舞われることになった。

## 非鉄道事業
歴史的に、カナダ太平洋鉄道はいくつもの非鉄道事業を運営してきた。1971年にこうした事業はカナディアン・パシフィック・リミテッドという独立企業に分割され、2001年にさらにこの会社が5つの会社に分割された。カナダ太平洋鉄道はこれらの事業を既に運営していない。

### 電信
1881年にカナダ太平洋鉄道に与えられた当初の特許では、電信および電話事業を設立してその事業で料金を徴収する権利を認めていた。当時、電話はまだほとんど発明されたばかりであったが、電信は既に長距離で素早く情報を送る手段として確立されていた。こうした事業で料金を徴収することを認められたことにより、カナダ太平洋鉄道は主に自社の列車の運行管理に用いるために、線路に沿って膨大な距離の電信線を敷設し維持する費用の一部を賄うことができた。この電信事業は、独立した電信部門により1882年に開始された。さらに、大西洋横断電信ケーブルや太平洋横断電信ケーブルが完成すると、これらの間をつなぐ役割も果たすようになった。カナダ太平洋鉄道の電信事業が開始される前は、カナダ西部への情報の伝送はアメリカ合衆国内を経由して送らなければならなかった。
1語ごとに課金される電信は、高価な情報伝達手段であったが、事業にとっては不可欠なものであった。死亡通知以外の個人的な電報を受け取る人は、それだけで重要な人物であると見られるものであった。自転車に乗ったメッセンジャーが街中へ電報を配達にでかけ、それへの返事を受け取っていた。小さな町では、駅員が委託を受けて電報の取り扱いを行っていた。処理を高速化するため、末端では情報をまず電話で送ることもあった。電信部門は1931年に、電話や通信社、株式市場の動向を伝えるストックティッカー、そして最終的にはテレタイプ端末と多様化して拡大するサービスに対応して、通信部門となった。どれも手紙より速く、事業にとってとても重要であり、携帯電話やコンピューターが出現するまで何十年にもわたって愛用された。競争ではなく合併によって効率を改善しようとして、1967年にCNCP電気通信が設立されたが、それでもなおこうした新しい技術、特に携帯電話の出現によって、最終的にこうした事業は終焉を迎えることになった。1980年代の規制緩和により、他社と合併し残った事業や設備は売却されることになった。

### ラジオ
カナディアン・ナショナル鉄道が開設したCNRラジオに対抗して、カナダ太平洋鉄道は1930年1月17日に自前のラジオ網を整備するために大西洋岸から太平洋岸までの間の11都市にラジオ局を運営する免許を申請した。カナディアン・ナショナル鉄道は、自社の宣伝と旅行中の旅客に娯楽を提供する目的でラジオ網を整備していた。世界恐慌が始まって、カナディアン・ナショナル鉄道のラジオ網に対抗する計画の予算に影響があり、カナダ太平洋鉄道は4月にトロント、モントリオール、ウィニペグを除くすべてのラジオ局の申請を取り下げた。この申請に固執するのではなく、トロントではCanadian Pacific Royal Yorkを略したCPRYとして知られる放送局を、他局の設備を借りて運営するようになった。これはカナダ太平洋鉄道のロイヤルヨークホテルのスタジオから放送されており、CFRBあるいはCBLAの放送時間を借りて送信されていた。1930年代前半には、その支局網もカナダ太平洋鉄道のラジオ放送を行っていたが、CNRラジオを引き継いで新しくカナダラジオ放送委員会が発足したことで、カナディアン・ナショナル鉄道へ対抗するという目的でラジオ放送網を持つ必要性がなくなり、1935年にカナダ太平洋鉄道のラジオ放送は終了した。

### 汽船
汽船事業は、カナダ太平洋鉄道の創始期から重要な部分を構成してきた。政府契約者からカナダ太平洋鉄道が引き継ぐ以前の、ブリティッシュコロンビア州における路線建設中であっても、船を使って建設現場への補給が行われていた。同様に、北部オンタリオ州においても、隔絶した土地にある建設現場へ補給物資を運ぶために船が使われた。この作業が行われている間にも、既に西への定期旅客輸送が行われていた。トロントからの列車はオーウェンサウンドまで運転され、そこからカナダ太平洋鉄道の汽船がフォートウィリアムまでを結び、そこからウィニペグまでの列車が運転されていた。カナダ太平洋鉄道が開通するまでは、西部へ行く唯一の手段はセントポールあるいはウィニペグを通ってアメリカ合衆国経由で行くことだった。五大湖における汽船の運航は、鉄道の代替手段として長年の間鉄道会社によって続けられてきた。カナダ太平洋鉄道の五大湖における旅客輸送は1965年に終了した。
1884年に、カナダ太平洋鉄道は五大湖において、建設現場への物資輸送の目的で帆船の購入を始めた。長い間に、カナダ太平洋鉄道は五大湖、太平洋横断、太平洋沿岸、ブリティッシュコロンビア州の湖沼および河川、大西洋横断、ファンディ湾フェリーなど、広範な船舶運営を行う鉄道会社となっていった。20世紀には、カナダをヨーロッパやアジアと結ぶ2本の大洋横断航路を運営する大陸間鉄道会社へと成長した。カナダ太平洋鉄道の運営範囲は、統合された計画を反映したものであった。
ブリティッシュコロンビア州まで鉄道が完成すると、カナダ太平洋鉄道は旅客船を借り受け、間もなく自前で購入した。これらの汽船は最新の設計のもので、東洋へのつながりから「エンプレス」を頭に付けた名前を与えられていた。東洋との航海では、郵便輸送契約にも支えられながら、輸入する茶と絹が特に重要な収入源となっていた。これは大英帝国を結ぶ「オールレッドルート」の重要な部分を構成していた。もう一方の大洋横断航路がイングランドと結ぶ大西洋航路で、これはエルダー・デンプスター所有のビーバー・ラインとアラン・ラインズの2つの航路を買収したことから始まっている。これら2本の大洋横断航路は、カナダ太平洋大洋航路（後にカナダ太平洋汽船）の営業となり、カナダ国内の湖で営業していた鉄道と直結した船とは独立して運営された。こうした大洋横断航路を使えば、イギリスから香港まで、カナダ太平洋鉄道の船舶・鉄道・ホテルだけを利用して行くことができた。カナダ太平洋鉄道の「エンプレス」シリーズの船は、その豪華さとスピードで世界的に有名となった。またこうした船は、広大な平原地帯に植民する移民たちをヨーロッパから運ぶという実用的な役割も持っていた。またこうした船舶は2回の世界大戦でも重要な役割を果たし、エンプレス・オブ・ブリテンの例のように敵の攻撃で多くが失われることになった。
また、多くの鉄道連絡船も運営しており、オンタリオ州ウィンザーとミシガン州デトロイトの間では1890年から1915年まで運航していた。これは16両を搭載できる外輪船2隻から始まり、貨車だけでなく客車も運んでいた。1910年に開通したミシガン・セントラル鉄道トンネルを使う契約をミシガン・セントラル鉄道と結んだことにより、1915年に連絡船は廃止となった。1906年には、ペンシルバニア鉄道と共同でペンシルバニア-オンタリオ運輸会社を設立し、エリー湖においてオハイオ州アシュタビューラとオンタリオ州ポートバーウェルの間で貨車を航送する連絡船を運航した。主に石炭を運び、そのほとんどはカナダ太平洋鉄道の蒸気機関車の燃料となっていた。アシュタビューラという名前の巨大な船が1隻のみ運航され、最終的にアシュタビューラの港で1958年9月18日に起きた衝突事故で沈没し、この航路は廃止となった。
他社の資本によるものであったが、カナダ太平洋車両・旅客輸送会社 (Canadian Pacific Car and Passenger Transfer Company) が1888年に設立され、カナダ太平洋鉄道のオンタリオ州プレスコットとニューヨーク・セントラル鉄道のニューヨーク州オグデンズバーグの間を結んだ。この航路の運航は実際にはブロックビルからのものと同様に非常に早く、1854年には始まっていた。1958年に橋が完成して旅客輸送は終了したが、貨物輸送は1970年9月25日の火災でオグデンズバーグの桟橋が焼けてしまうまで続けられた。この会社は、カナダ太平洋鉄道が所有したことは一度もなかった。ファンディ湾フェリーはノバスコシア州ディグビーとニューブランズウィック州セントジョンの間で長年旅客と貨物の輸送を行ってきた。最終的に、開業から78年後に定期旅客輸送は終了した。貨物輸送についてはコンテナ輸送に変化しながらも続けられている。カナダ太平洋鉄道は、特に陸上においてはインターモーダル輸送の創始者であり、よりよいサービスを提供するために道路と鉄道を組み合わせた事業を行っている。カナダ太平洋汽船は2001年に分割されてカナダ太平洋鉄道の傘下を離れ、2005年にハパックロイドと合併した。

#### ブリティッシュコロンビア州沿岸航路
カナダ太平洋鉄道沿岸航路（ブリティッシュコロンビア州沿岸汽船、BCCS）は、1901年にカナダ太平洋鉄道とは関係のないカナダ太平洋汽船会社を買収したことで設立され、大規模な船隊によりバンクーバー島を含むブリティッシュコロンビア州の沿岸の72の港で運航していた。航路には、バンクーバー - ビクトリア - シアトル三角航路、ガルフ島、パウエル川、バンクーバー - アラスカ航路などがあった。大洋を行く船が「エンプレス」シリーズであったのに対して、その小型版として「プリンセス」シリーズの14隻の旅客船を運航しており、この他に貨物船、3隻のタグボート、5隻の車両艀などを保有していた。旅行者には人気があり、こうした「プリンセス」シリーズの旅客船は有名で、特に「プリンセス・マーガレット（2代）」は1949年から1985年まで運航された、最後の沿岸旅客船であった。「プリンセス・ソフィア」は、1918年10月にアラスカのリン湾においてヴァンダービルト岩礁に衝突して沈没し、全員が亡くなった。これはこの地域の歴史で最大の海難事故となっている。こうした運航は、1950年代末に状況が変わって衰退し始め、最終的に1974年に廃止となるまで続けられた。プリンセス・マーガレットは州が保有するブリティッシュコロンビア汽船に買収されて、さらにしばらくの間運航を続けた。法的にはブリティッシュコロンビア州沿岸汽船が正式な名前であったものの、1977年にコースタル・マリン・オペレーションズというブランド名を採用した。1998年にこの会社はワシントン・マリングループによって買収され、買収後シースパン・コースタル・インターモーダルカンパニーへと改称され、さらに2011年にシースパン・フェリーズ・コーポレーションとなった。旅客営業は1981年に廃止されている。

#### ブリティッシュコロンビア州湖沼・河川航路
カナダ太平洋鉄道のブリティッシュコロンビア州湖沼・河川航路は、当初はゆっくり発達したが、後に急速に発展した。カナダ太平洋鉄道は、アロー湖おいて汽船や艀を運行していたコロンビア・アント・クートネイ汽船会社を1897年に買収して、ブリティッシュコロンビア州南部のクートネイ地方における長い運航の歴史が始まった。この会社はカナダ太平洋鉄道と合併してカナダ太平洋鉄道湖沼・河川航路となり、アロー湖やコロンビア川、クートネイ湖、クートネイ川、オカナガン湖、スクハ湖、スローカン湖、トラウト湖、シューシュワープ湖、トンプソン川、カムループス湖などでも運航した。
こうした湖沼群での運航に共通することとして、喫水を浅くする必要から船尾外輪船を採用していたことが挙げられる。タグボートと艀を使って鉄道車両を運ぶことがあり、機関車からカブースまで列車のすべての車両を運ぶこともあった。こうした運航は次第に衰退し、1975年にスローカン湖での貨物輸送艀を除いて廃止された。ここは、孤立した線路に列車全体を渡すために艀が用いられている区間であった。1988年12月末に最後の列車が運航されるまで、カナダ太平洋鉄道との契約の下にアイリスGというタグボートと艀が運航されていた。1898年から1957年までクートネイ湖で運航されていたモイーが、カナダ太平洋鉄道のブリティッシュコロンビア州湖沼・河川航路で最後に運航された旅客船であった。後に、オカナガン湖におけるシカマウスやナラマタと同じく、陸に揚げられて歴史展示物となっている。

### ホテル
観光を発展させ乗客数を伸ばすために、カナダ太平洋鉄道は第一級のホテル群を設立した。こうしたホテル群は、それ自体が有名なランドマークとなっていった。ケベック・シティーにシャトー・フロンテナック、トロントにロイヤルヨークホテル、バンクーバーにホテル・バンクーバー、ビクトリアにエンプレスホテル、カナディアン・ロッキーにバンフ・スプリングス・ホテル、シャトー・レイク・ルイーズなどである。ジャスパー・パーク・ロッジなど、いくつかの特徴的なホテルは競合するカナディアン・ナショナル鉄道から1980年代に買収したものである。こうしたホテル群は、カナダ太平洋鉄道時代の遺産を残しているものの、もはや鉄道会社の運営ではなくなっている。1998年にカナダ太平洋ホテルはアメリカのフェアモント・ホテルズを買収し、フェアモント・ホテルズ・アンド・リゾーツとなった。この合併した会社は元からのカナダのホテル群とフェアモントのアメリカ合衆国内のホテル群を運営していたが、2006年にラッフルズ・ホテルズ・アンド・リゾーツとスイスオテルと合併した。

### 航空
カナディアン航空は、1942年から1987年まで営業し、政府が所有していたエア・カナダと競合していた。バンクーバー国際空港を本拠地とし、カナダ国内の路線や国際線の運営を行っていたが、パシフィック・ウエスタン航空により買収されて合併してカナディアン航空となった。

## 機関車

### 蒸気機関車

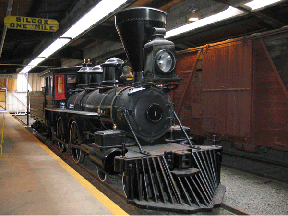
カウンテス・オブ・ダファリン

カナダ太平洋鉄道の初期には、アメリカにおいて標準的であった車軸配置4-4-0の機関車を広範に使用し、たとえばカウンテス・オブ・ダファリンなどの例がある。後に、旅客用には車軸配置4-6-0が、貨物用には車軸配置2-8-0が広く使われた。20世紀に入ると、カナダ太平洋鉄道は数百両におよぶテンホイラー（車軸配置4-6-0）を旅客用および貨物用に購入あるいは製造し、また車軸配置2-8-0や2-10-2を貨物用に製作した。山岳地帯では、2-10-2は旅客用にも用いられた。カナダ太平洋鉄道は1906年から1948年にかけて数百両のパシフィック（車軸配置4-6-2）を購入し、このうち後半のものは旅客用と高速貨物用の両用となっていた。

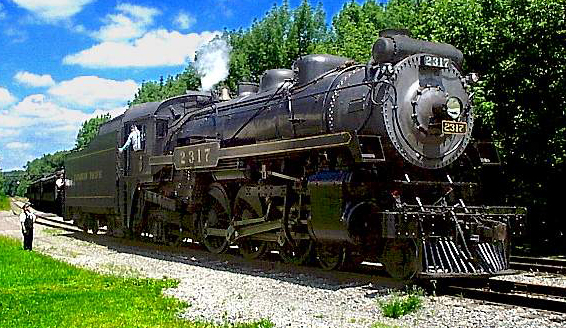
カナダ太平洋鉄道2317号機関車、アンガス工場で1923年に製作されたG-3-c型のパシフィック

カナダ太平洋鉄道はモントリオールにある自社工場で多くの機関車を製造していた。最初は、一般的にはデロリマー工場と呼ばれていたニュー工場で製作し、1904年に巨大なアンガス工場に移転した。カナダ太平洋鉄道の機関車でもよく知られたものとして、車軸配置4-6-4のハドソン型がある。1929年に製作が始まり、頻繁に機関車交換する必要性をなくして、大陸横断旅客列車の運転方法を変え、現代機関車の新しい時代を築いた。モントリオールからバンクーバーまで2,883マイル（約4,640キロメートル）に、1886年には車軸配置4-4-0の機関車を24回交換していた（山岳地帯では車軸配置2-8-0のものが2両）が、これを8回の交換で済むようにした。ハドソン型の2800型は、トロントからフォートウィリアムまでの811マイル（約1,305キロメートル）を走り、やはり長い機関車の走行区間としてウィニペグからカルガリーまでの832マイル（約1,339キロメートル）がある。中でも特に著名なものが、準流線形車両のH1クラス「ロイヤル・ハドソン」で、1939年にジョージ6世とエリザベス・ボーズ＝ライアンがカナダを訪問した際にロイヤルトレインを牽引し、1回も機関車交換や故障を発生させなかったことかにちなんで名前を与えられた。この2850号機関車は、ケベックのカナダ鉄道博物館のエキスポレール展示館で保存されている。この型の2860号はブリティッシュコロンビア州政府によって復元され、1974年から1999年までブリティッシュコロンビア鉄道で観光列車の運転に使われていた。
1929年には、カナダおよび大英帝国で運行された蒸気機関車としては最大となる、車軸配置2-10-4のセルカーク型蒸気機関車の最初の1両の納入を受けた。この機関車は投入先のセルカーク山脈にちなんで名づけられ、急勾配に適するように設計されていた。旅客・貨物ともに定期運用されていた。カナダ太平洋鉄道ではこの型の機関車を37両保有し、その中には実験的に高圧ボイラーを搭載した8000号機関車もあった。カナダ太平洋鉄道に最後に納入された蒸気機関車は、このセルカーク型の5930号から5935号までで、1949年のことであった。

### ディーゼル機関車

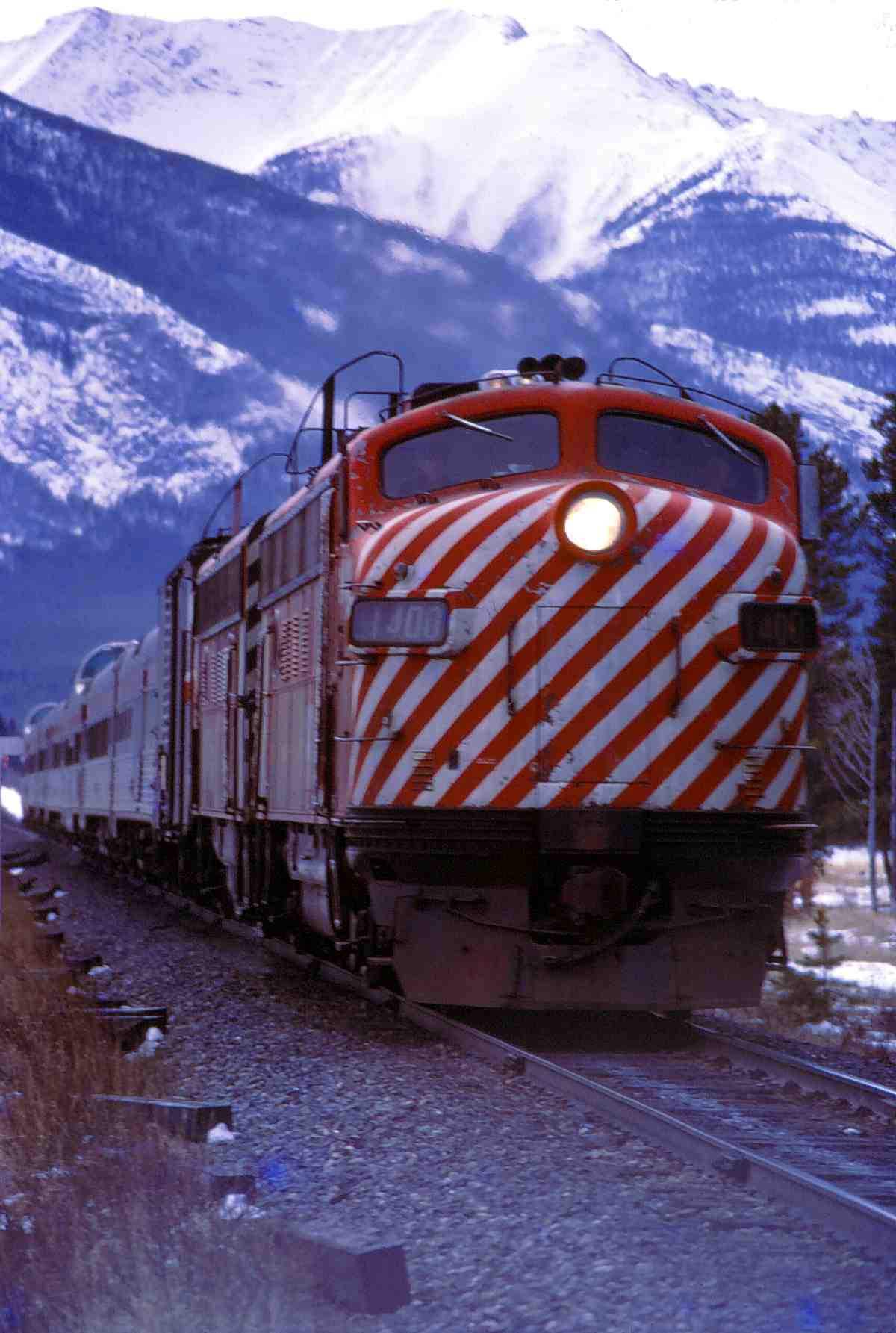
カルガリーへ向けて走る、カナダ太平洋鉄道の東行き旅客列車、1973年頃

1937年に、カナダ太平洋鉄道は初めての電気式ディーゼル機関車として、7000号と番号を付けられた特別注文の入換機関車を購入した。この機関車は不成功に終わり、これ以上生産されなかった。量産型のディーゼル機関車としては、アメリカン・ロコモティブから1943年に輸入したS-2型の入換機関車5両で、以降さらに継続発注が行われた。1949年にバーモント州における路線の運行がアルコFAのAユニット8両とBユニット4両、RS-2型5両、S-2型3両、EMD E8型3両でディーゼル化された。1948年にモントリオール・ロコモティブ・ワークスがアルコの設計による機関車の生産を始めた。
1949年には、カナダ太平洋鉄道はボールドウィン・ロコモティブ・ワークスが設計しカナディアン・ロコモティブ・カンパニーで製造された13両の機関車を、孤立したバンクーバー島の路線網用に購入し、バンクーバー島はすぐにディーゼル化が完了した。この成功を受けて、カナダ太平洋鉄道は本線網におけるディーゼル化を開始し、11年後に完了した。カナダ太平洋鉄道で最後の蒸気機関車の運転は、1960年11月6日のことであった。カナダ太平洋鉄道の第1世代のディーゼル機関車はほとんどがゼネラルモーターズ・ディーゼルとモントリオール・ロコモティブ・ワークス（アメリカン・ロコモティブの設計による）の製造で、一部はボールドウィンおよびフェアバンクス・モースの設計に基づいてカナディアン・ロコモティブ・カンパニーで製造されたものもあった。カナダ太平洋鉄道は1984年に北アメリカで最初に交流電動機を使った電気式ディーゼル機関車を使用することになった。1995年からカナダでの最初の量産交流電動機ディーゼル機関車をGEトランスポーテーション・システムから導入し、現在では北アメリカの一級鉄道事業者としてもっとも高い比率の交流電動機機関車を運用している。

## 会社組織
カナダ太平洋鉄道リミテッド (TSX: CP NYSE: CP) は、カナダ太平洋鉄道を運営しているカナダの鉄道会社である。以前の親会社であったカナダ太平洋リミテッドが2001年に鉄道事業を分割したことで発足した。2001年10月3日からニューヨーク証券取引所およびトロント証券取引所で、記号CPで株式の取引が始まった。2003年には貨物事業で35億カナダドルの収入があった。2008年10月に、カナダ太平洋鉄道リミテッドはメディアコープ・カナダによる「カナダの雇用主上位100社」の1社に選定され、週刊誌マクリーンで特集を組まれた。また、アルバータ州の雇用主上位にも位置づけられ、カルガリー・ヘラルドおよびエドモントン・ジャーナルで報じられた。

### 社長
| 在任期間                | 氏名                                              |
| 1881年 – 1888年         | ジョージ・スティーブン イギリス/ カナダ           |
| 1889年 – 1899年         | ウィリアム・ヴァン・ホーン アメリカ合衆国/ カナダ |
| 1899年 – 1918年         | トーマス・ショーネッシー アメリカ合衆国/ カナダ   |
| 1918年 – 1942年         | エドワード・ウェントワース・ビーティ カナダ       |
| 1942年 – 1947年         | ダルトン・コーリー・コールマン カナダ             |
| 1947年 – 1948年         | ウィリアム・ニール カナダ                         |
| 1948年 – 1955年         | ウィリアム・アレン・マザー カナダ                 |
| 1955年 – 1964年、1966年 | バック・クランプ カナダ                           |
| 1964年 – 1966年         | ロバート・A・「ボブ」・エマーソン カナダ          |
| 1966年 – 1972年         | イアン・デービッド・シンクレア カナダ             |
| 1972年 – 1981年         | フレッド・バービッジ カナダ                       |
| 1981年 – 1990年         | ウィリアム・スティンソン カナダ                   |
| 1990年 – 2006年         | ロバート・リッチー カナダ                         |
| 2005年 – 2012年         | フレッド・グリーン カナダ                         |
| 2012年                  | スティーブン・トービアス（暫定） アメリカ合衆国   |
| 2012年 – 現在           | ハンター・ハリソン アメリカ合衆国                 |

## 主要施設
カナダ太平洋鉄道は鉄道網全体に渡って操車場や修理工場を保有しており、インターモーダルターミナルや組成ヤードなど多くの業務に用いられている。以下に一部を示す。
組成ヤードでは、ハンプと呼ばれる小さな丘から貨車を走らせ、行き先別に分類して列車を出発できる形に組成する。こうした多くの組成ヤードは、ハリソンが社長に就任してからの全社的改革により2012年から2013年にかけて廃止され、セントポール操車場のハンプのみが残されている。
- アルバータ州カルガリー - アリス操車場、168エーカー（約0.68平方キロメートル）、1日2200車取り扱い（廃止）
- イリノイ州シカゴ - ベンセンビル操車場（廃止）
- ケベック州モントリオール - サンリック操車場、1950年から使われ、1980年代からは平面式操車場であった（廃止）
- ミネソタ州セントポール - ピッグスアイ操車場/セントポール操車場[86]
- オンタリオ州トロント - トロント操車場（トロント貨物ヤード、あるいはアギンコート操車場とも）、1964年開設（廃止）
- マニトバ州ウィニペグ - ラグビー操車場（ウェストン操車場とも）（廃止）